# Konstantinbasilika

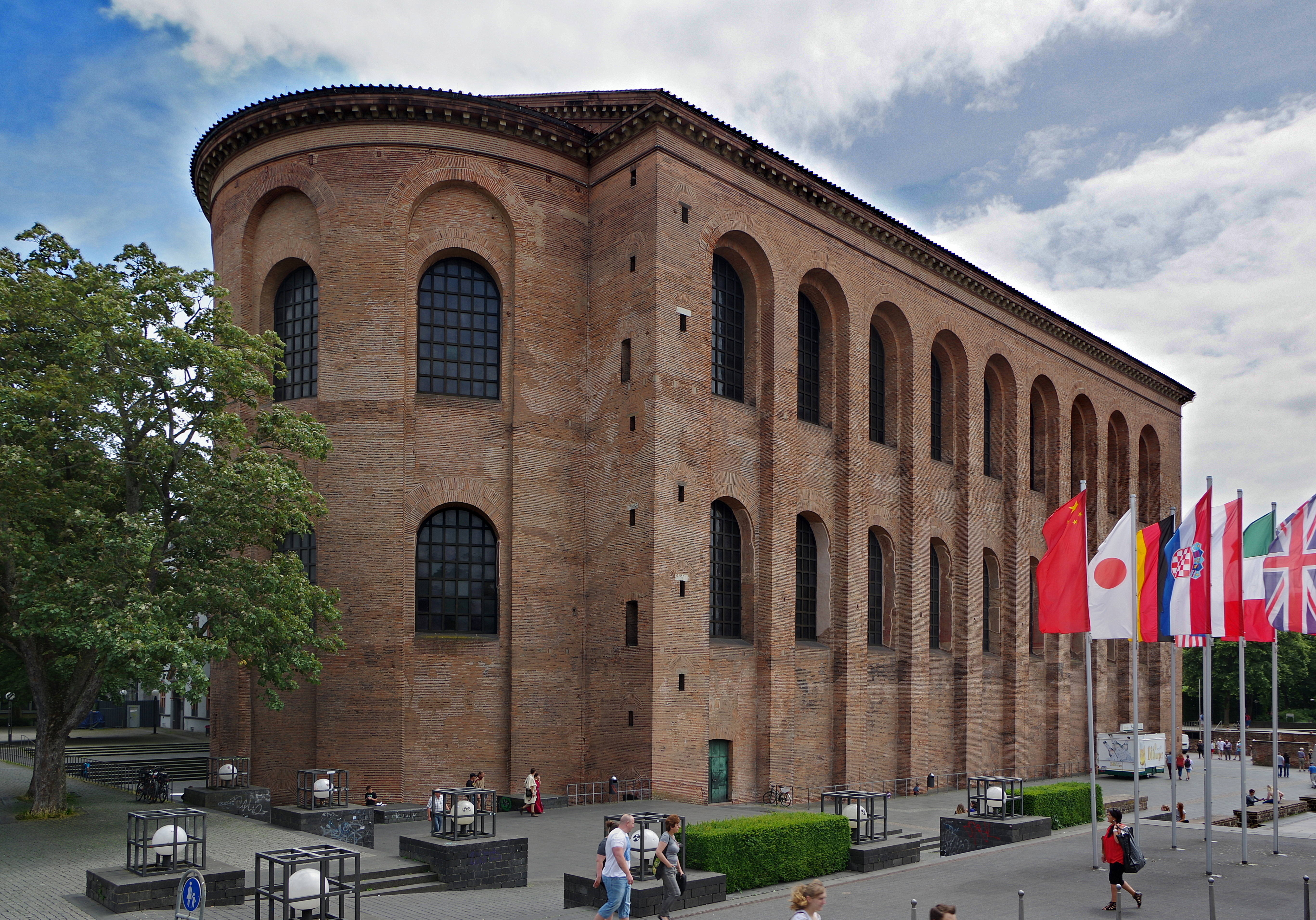
Basilika mit Konstantinsplatz 2014

Die Konstantinbasilika (Evangelische Kirche zum Erlöser) in der rheinland-pfälzischen Stadt Trier, dem früheren römischen Augusta Treverorum, war ursprünglich eine römische Palastaula. Sie wurde als Audienzhalle der römischen Kaiser, die im 4. Jahrhundert in der Stadt residierten, erbaut. An diese Zeit und Zweckbestimmung erinnert die Benennung nach Konstantin dem Großen als Konstantinbasilika. Die Bezeichnung des Bauwerks als Basilika stammt vom Heimatforscher Johannes Steiner im 19. Jahrhundert, der sie einer spätantiken Lobrede auf den Kaiser Konstantin entnahm. Sie ist aus heutiger Sicht unpassend, da sie nicht dem Bautyp einer Basilika, sondern dem einer Saalkirche entspricht. Auch der katholische Ehrentitel Basilika trifft nicht zu, denn das Bauwerk war nie eine katholische Kirche.
Im Frühmittelalter kam die ausgebrannte Ruine in den Besitz der Trierer Bischöfe. Diese bauten sie in ein burgartiges Anwesen um. 1614 wurden Süd- und Ostwand abgerissen und der Rest in die neue Bischofsresidenz, das Kurfürstliche Palais, integriert. In den Jahren 1844 bis 1856 wurde das kirchenartige Gebäude wiederhergestellt, am 28. September 1856 eingeweiht und „auf ewige Zeiten“ der evangelischen Kirchengemeinde übergeben, die sie seither als Kirche nutzt. Am 14. August 1944 wurde die Basilika durch einen amerikanischen Luftangriff stark beschädigt und brannte dabei völlig aus. Der Wiederaufbau erfolgte in den 1950er-Jahren. Dabei wurde die Gestaltung des Innenraums auf steinsichtige Außenwände und eine Holzkassettendecke reduziert.

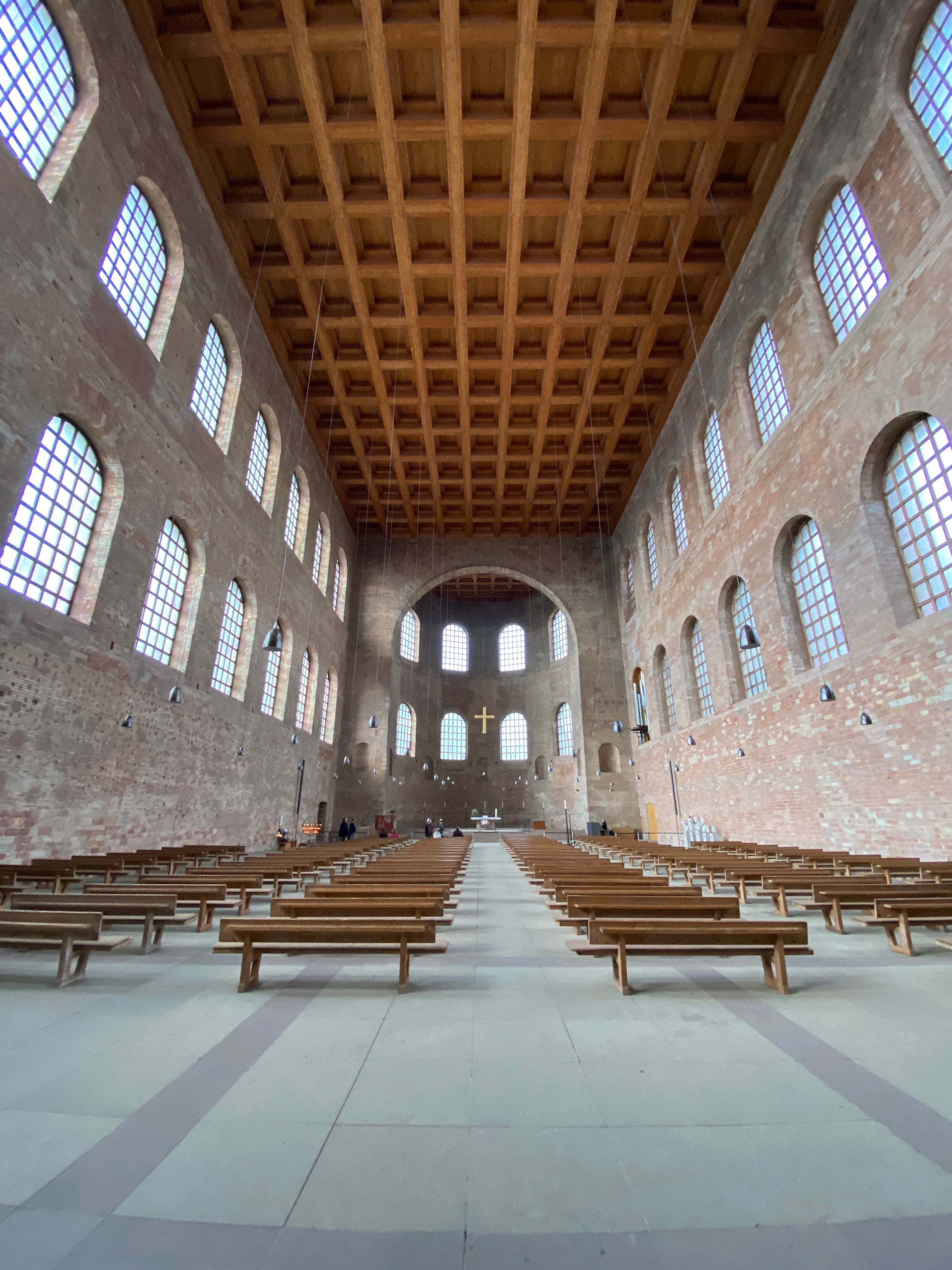
Innenansicht (Nordseite)

Seit 1986 ist die Konstantinbasilika Teil des UNESCO-Welterbes „Römische Baudenkmäler, Dom und Liebfrauenkirche in Trier“. Sie ist zudem ein geschütztes Kulturgut nach der Haager Konvention. An römischer Bausubstanz erhalten sind die im Norden liegende Apsis, die Westwand, Mauerreste von Vorgängerbauten unterhalb des heutigen Fußbodens sowie Reste von römischen Außenmalereien an der West- und Nordfassade.

## Bauwerk

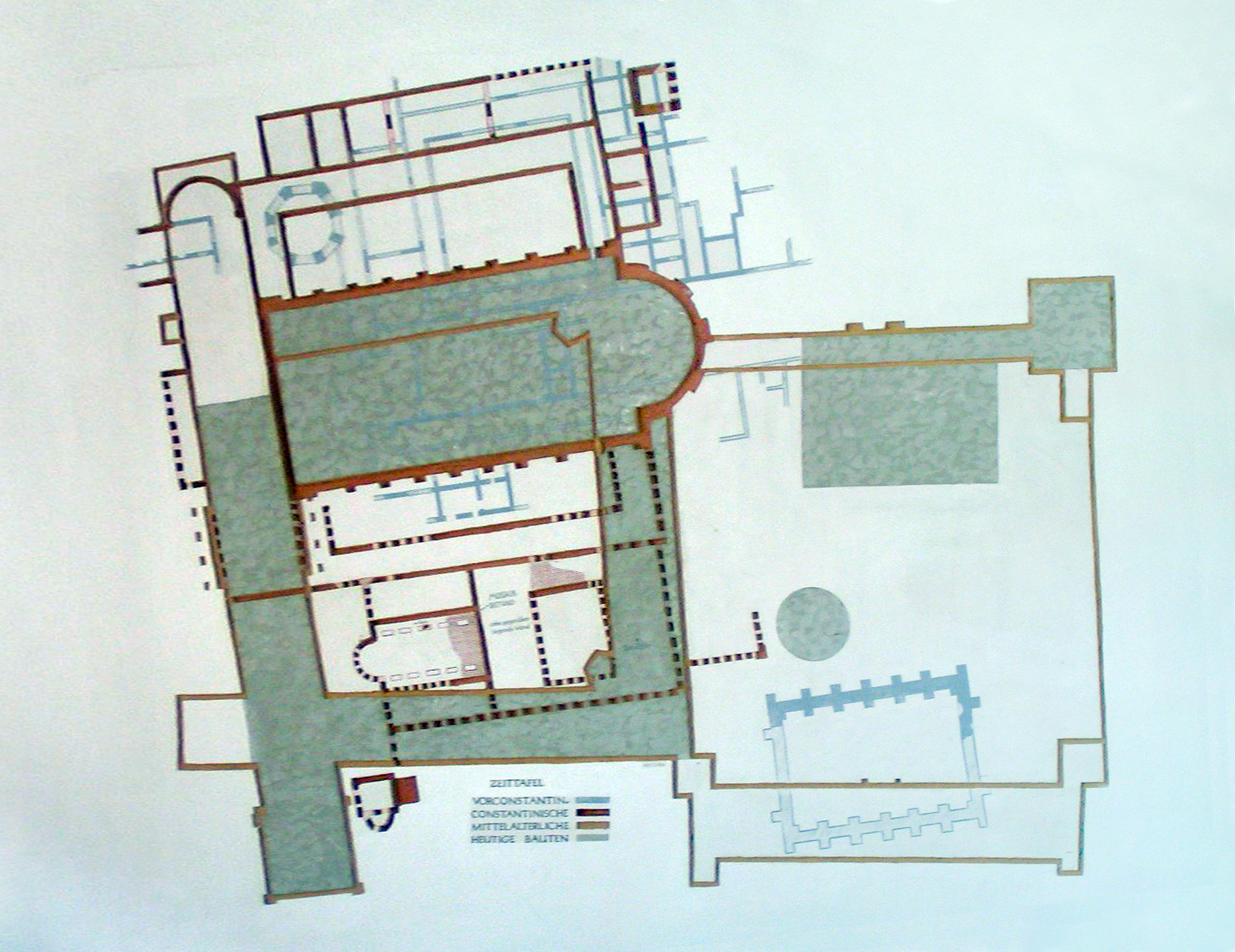
Plan des Kurfürstlichen Palais und der Basilika

### Lage, Architektur und Ausstattung

#### Lage
Die Kirche liegt in der Mitte einer 700 Meter langen Flussniederterrasse, die sich von Dom und Liebfrauenkirche über die Palastaula bis zu den Kaiserthermen im Süden erstreckt, etwa in der Mitte zwischen Dom und den Kaiserthermen am östlichen Rand der Trierer Altstadt. Im Westen schließt sich an die Basilika der Konstantinplatz an. Im Süden liegt der Palastgarten, im Osten das Kurfürstliche Palais und im Norden der Bereich des ehemaligen Niederschlosses - heute der Willy-Brandt-Platz - mit Rotem Turm und Brunnen. Die Basilika ist innerorts ausgeschildert, mehrere Buslinien halten direkt am Konstantinplatz, südlich des Kurfürstlichen Palais liegt die Tiefgarage Basilika.

#### Architektur und Ausstattung
Der Innenraum des Bauwerks ist 67 m lang, 27,5 m breit und 33 m hoch. Es ist das älteste als Kirche genutzte Gebäude Deutschlands. Das heutige Aussehen des Bauwerks ist weitgehend das Ergebnis des Wiederaufbaus nach dem Zweiten Weltkrieg.
An römischem Mauerwerk sind die Apsis, die Westwand und Teile der Südwand erhalten. Diese ruhen auf einem 4 Meter breiten und 4–6 Meter tiefen Fundament aus römischem Gussbeton (opus caementicium). Die Mauern haben eine Stärke von 2,7 bis 3,4 Metern. Vereinzelte römische Putzreste finden sich außen an der Apsis und in den Fensternischen der Westwand. Reste von römischen Vorgängerbauten haben sich unter dem heutigen Boden erhalten. Die Architektur erinnert an Rekonstruktionen des Praetoriums Köln, das seit dem 1. Jahrhundert nach Zerstörungen mehrfach wiederaufgebaut wurde und dessen letzte Bauphase ebenfalls ins 4. Jahrhundert fällt.
Zeugnisse des Wiederaufbaus im 19. Jahrhundert sind die Süd- und die Ostwand, Putzreste an der Südwand unter dem Giebel, der Fries unter der Dachkonstruktion und an Ausstattung die Köpfe der Evangelistenfiguren.
Vom Wiederaufbau in den 1950er-Jahren stammen die Dachkonstruktion, die Decke, die Fenster, das Konzept des unverputzten Innenraums, der Boden sowie die Ausstattung mit Altar, Kanzel, Taufstein und Orgeln. Die Dachkonstruktion ist aus Spannbeton. Die daran aufgehängte Kassettendecke aus Fichtenbohlen hat eine Tiefe von 0,9 Metern. Die Ausstattung einschließlich der Bänke wurde unter der Leitung von Baurat Heinrich Otto Vogel geschaffen.

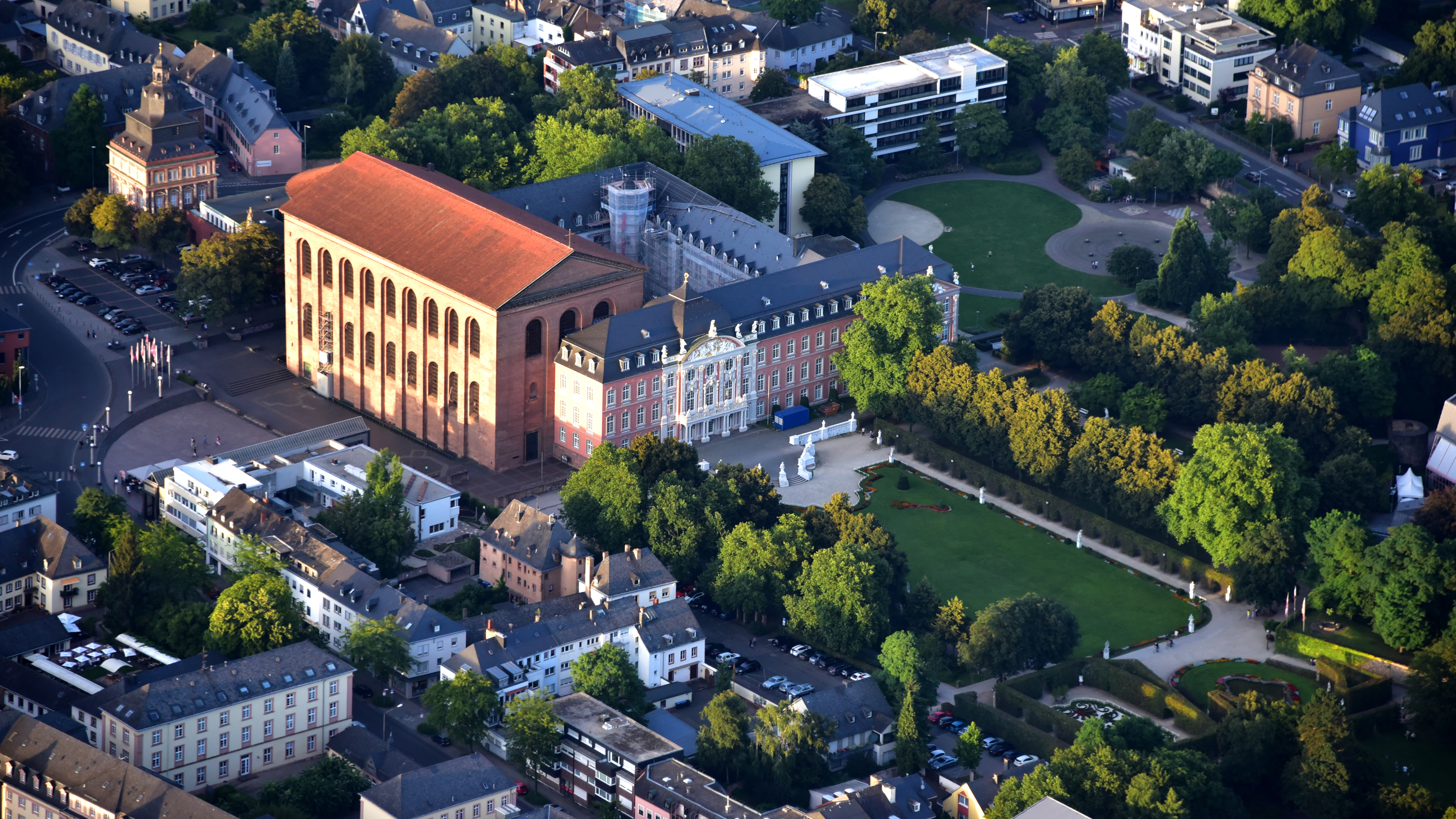
Konstantin-Basilika, Kurfürstliches Palais, Luftaufnahme (2016)
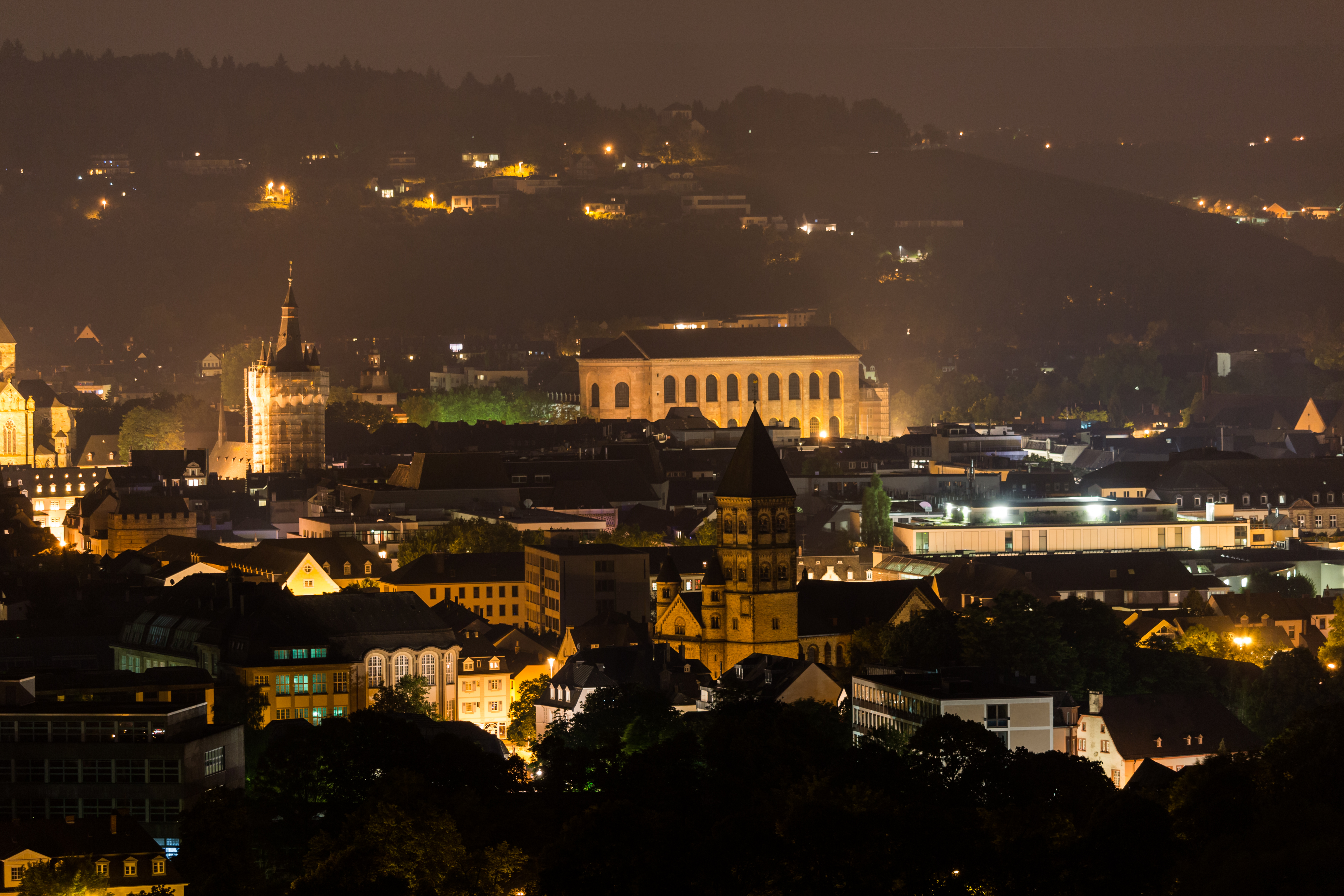
Basilika von der Mariensäule aus gesehen
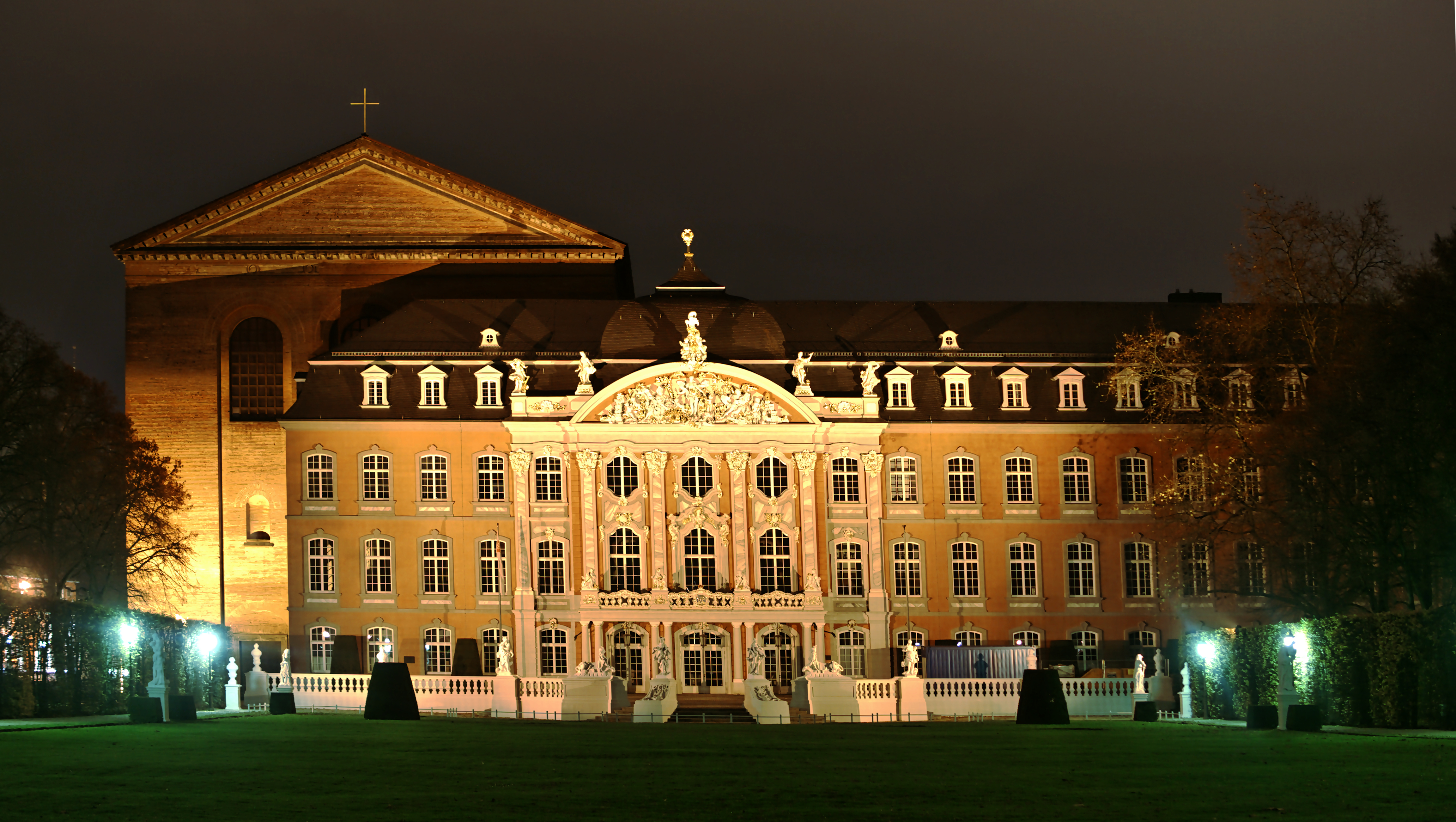
Kurfürstliches Palais und Basilika nachts
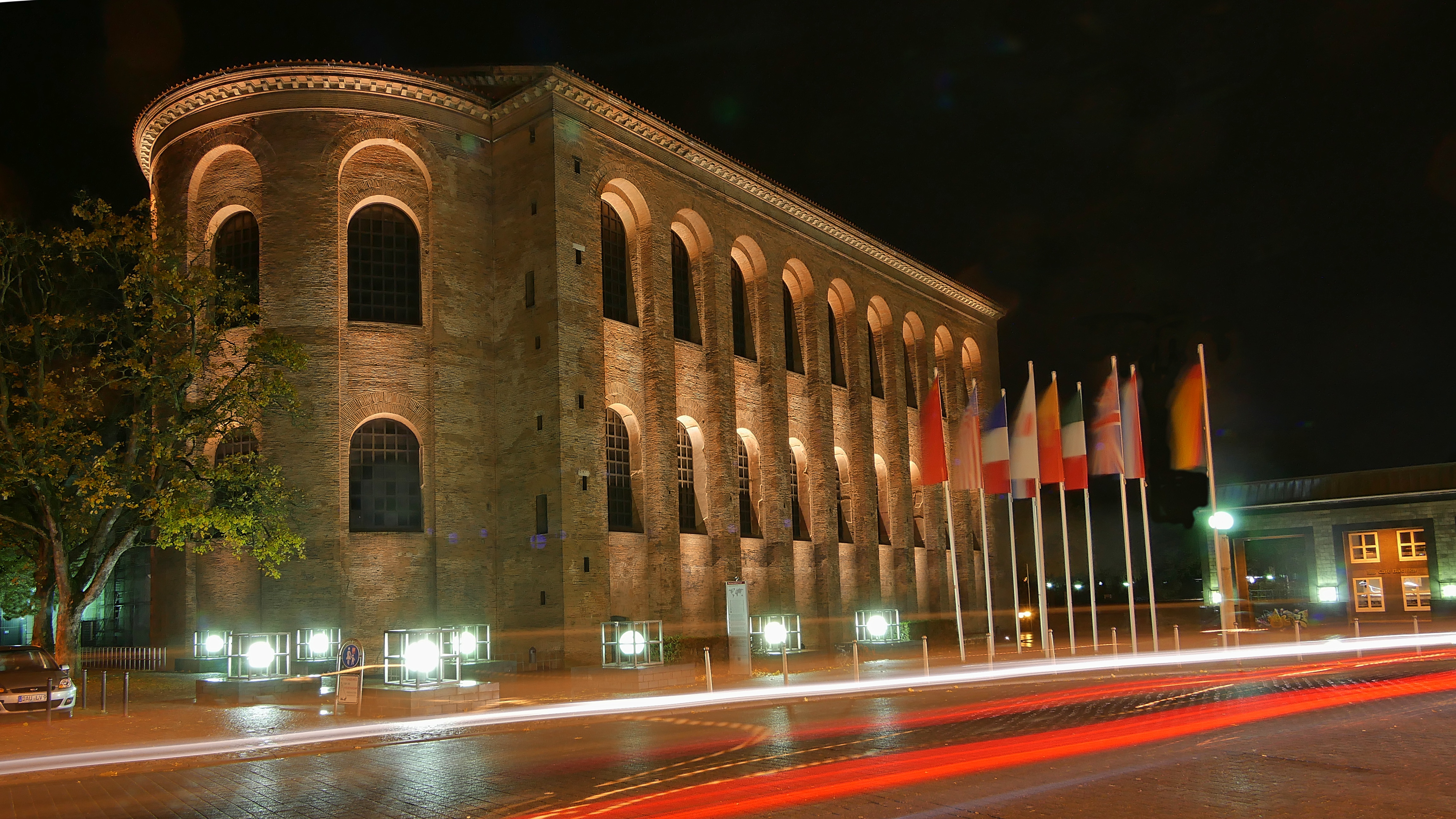
Apsis und Westwand

### Orgeln
In der Konstantinbasilika sind drei Orgeln nachgewiesen. Bis zum Zweiten Weltkrieg stand auf der rückwärtigen Empore eine große Orgel, die im Jahre 1856 von den Gebrüdern Ibach (Barmen) erbaut worden war. Das Instrument hatte 40 Register auf drei Manualen und Pedal.
Nach dem Wiederaufbau der Basilika nach dem Zweiten Weltkrieg wurde im Jahre 1962 in der Fensternische an der Ostwand eine Chororgel errichtet. Das Instrument wurde von dem Orgelbauer Karl Schuke (Berlin) erbaut. Es hat 30 Register auf zwei Manualwerken und Pedal und ist neobarock disponiert.
2014 wurde eine neue Hauptorgel eingeweiht. Das Instrument wurde von der Orgelbaufirma Eule (Bautzen) erbaut. Es hängt an der Südwand der Basilika und ist auf drei Gehäusekörper verteilt, die sich in die Fensternischen einfügen. Die neue Hauptorgel ist sinfonisch disponiert; sie hat 87 Register (über 6000 Pfeifen) auf vier Manualwerken und Pedal und ist damit die größte Orgel in Trier. Das Instrument lässt sich von zwei (identischen) Spieltischen aus anspielen, von denen einer mobil im Kirchenraum aufgestellt ist.

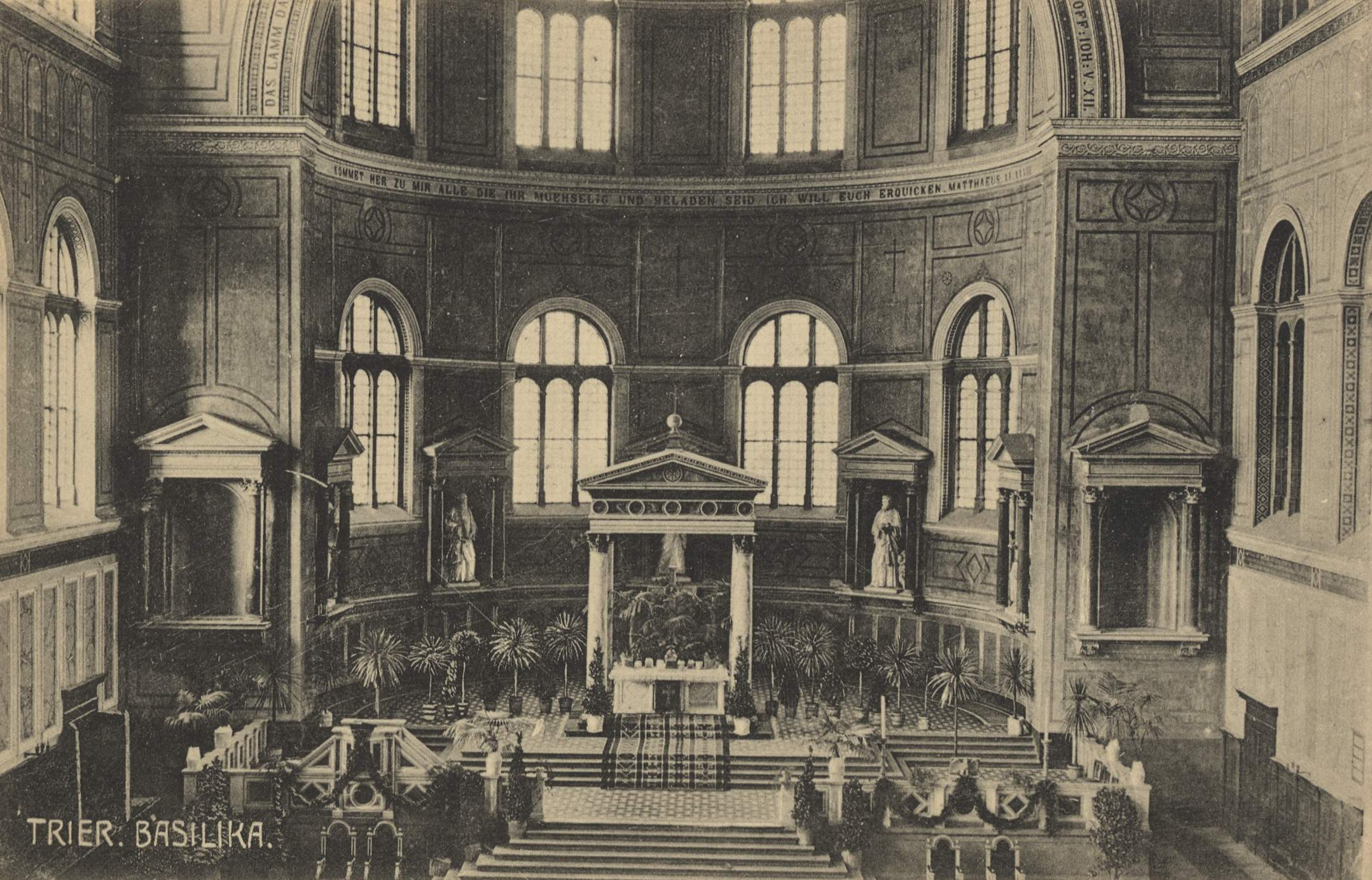
Innenansicht um 1900
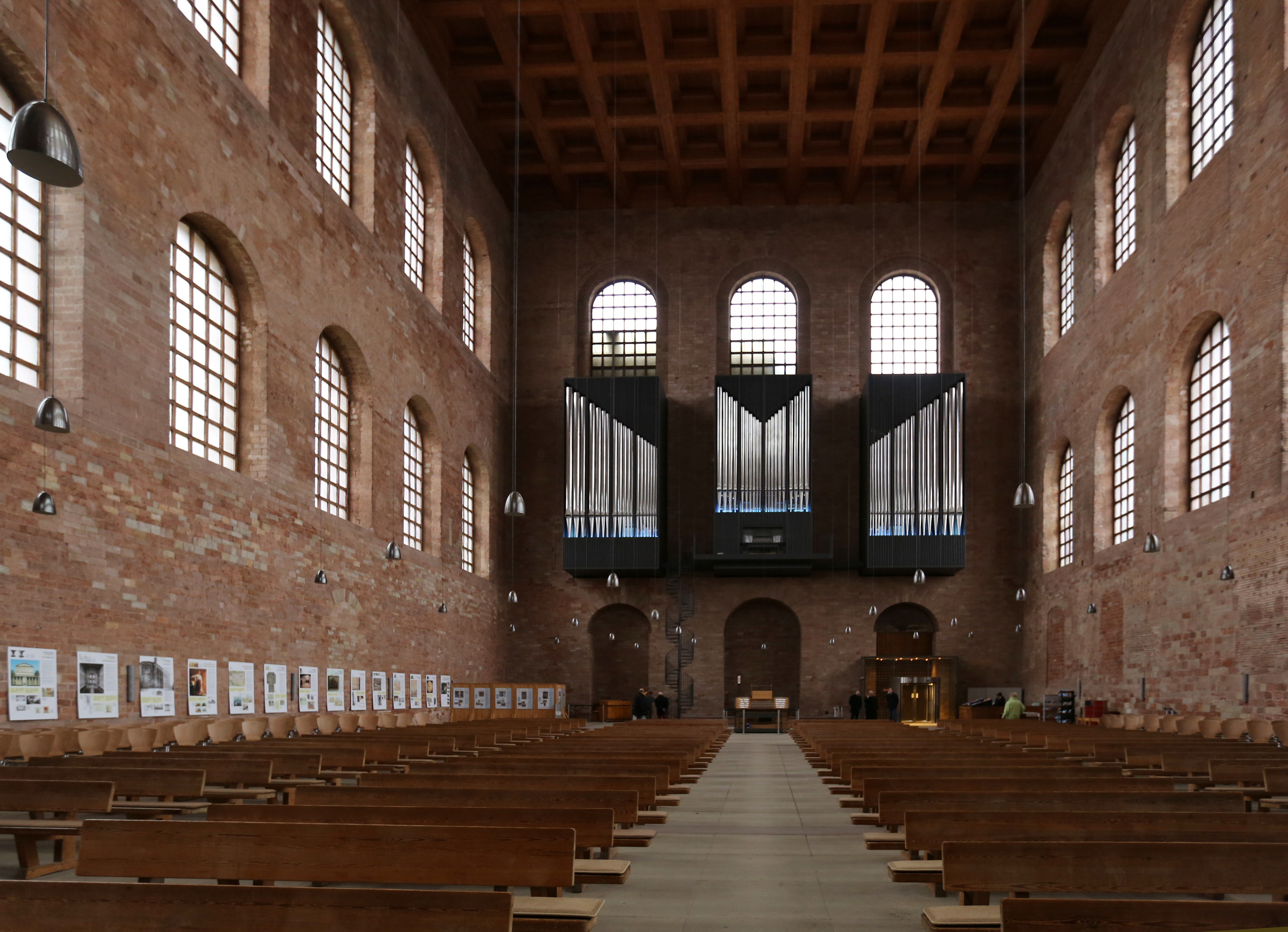
Innenansicht Südseite mit Eule-Orgel von 2014
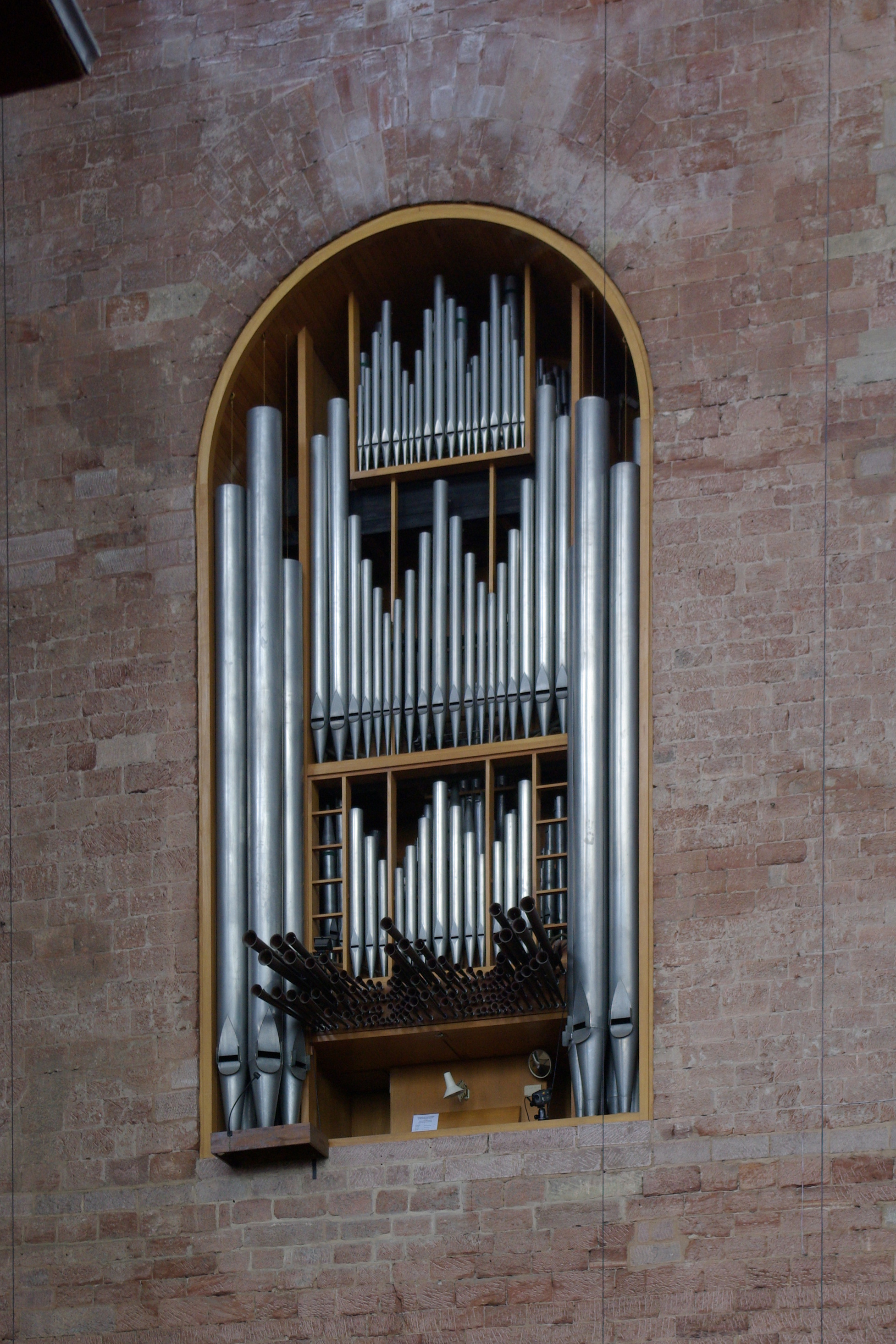
Schuke-Orgel von 1962

### Glocken

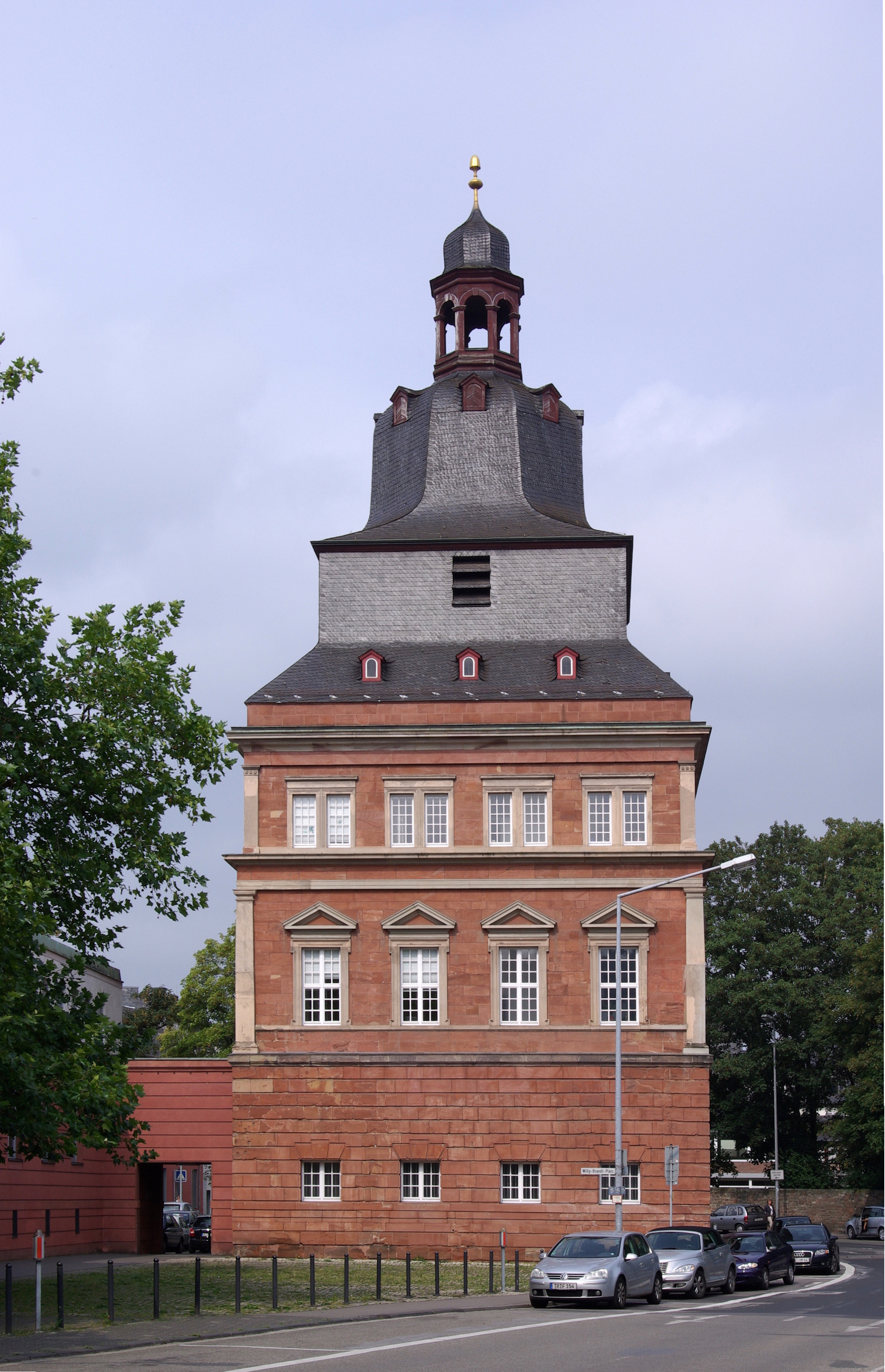
Der Rote Turm

Die Konstantinbasilika hat keinen eigenen Glockenturm. Ihr sechsstimmiges Geläute hängt seit 1968 im sogenannten „Roten Turm“, dem ehemaligen Archivgebäude der erzbischöflichen Verwaltung.
| Nr. | Gussjahr | Gießer                    | Masse (kg, ca.) | Durchmesser (mm) | Schlagton (HT-1/16) |
| --- | -------- | ------------------------- | --------------- | ---------------- | ------------------- |
| 1   | 1965     | Rincker, Sinn             | 1.046           | 1.216            | e1                  |
| 2   | 1931     | Schilling & Söhne, Apolda | 0.580           | 0.970            | gis1                |
| 3   | 1965     | Rincker, Sinn             | 0.455           | 0.912            | a1                  |
| 4   | 1965     | Rincker, Sinn             | 0.300           | 0.805            | h1                  |
| 5   | 1965     | Rincker, Sinn             | 0.230           | 0.733            | d2                  |
| 6   | 1965     | Rincker, Sinn             | 0.155           | 0.647            | e2                  |

### Ausgrabungen

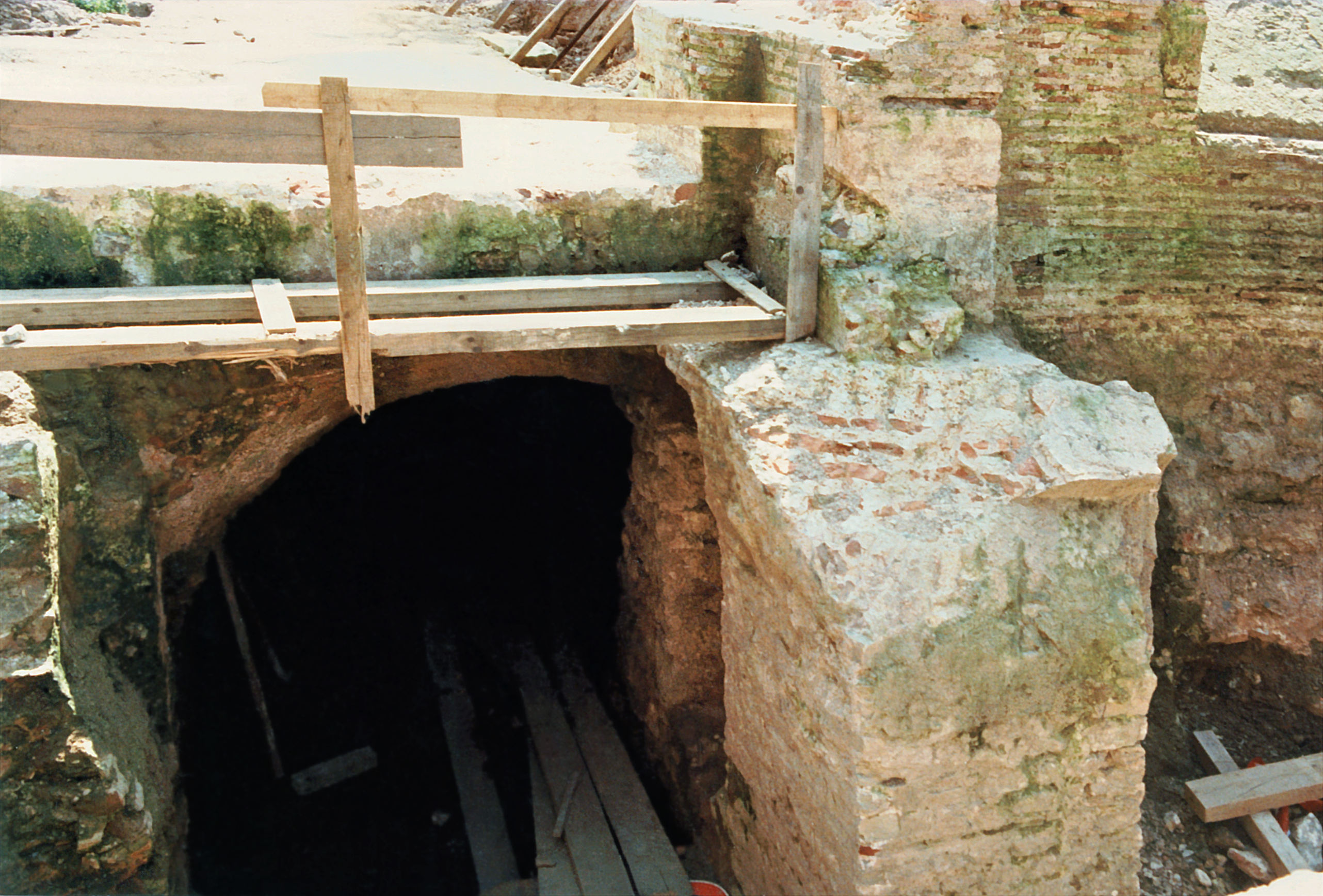
Grabung am westlichen Flügel der Vorhalle mit der Wandelhalle, Juni 1983

Nachdem man Reste von Vorgängerbauten der Basilika bereits bei Grabungen 1912–1914 westlich der Basilika entdeckt hatte, bot die Zerstörung der Basilika im Zweiten Weltkrieg die Gelegenheit, im Innenraum Ausgrabungen durchzuführen und so die Vorgängerbauten zu erforschen. Ein Teil dieser durch das Rheinische Landesmuseum Trier von 1950 bis 1954 durchgeführten Ausgrabungen ist für Besucher im Rahmen einer Spezialführung zugänglich. Der Eingang dazu befindet sich in der Nähe der Kanzel.

## Nutzung durch die Evangelische Kirchengemeinde
Die Basilika wird seit dem Jahre 1856 von der evangelischen Kirche genutzt, steht aber im Eigentum des Landes Rheinland-Pfalz als Rechtsnachfolger des Freistaats Preußen. Die Kirche wurde nach königlicher Anordnung vom 3. August 1859 der Evangelischen Zivil- und Militärgemeinde unter völliger Gleichberechtigung auf ewige Zeiten zum Gottesdienstlichen Gebrauch als Kirche zum Erlöser überlassen. 1903 zählte die Zivilgemeinde etwa 4000 Personen, die Militärgemeinde 2300 Personen. Auch zusammen waren die beiden Gemeinden nicht in der Lage, das im Vergleich zur Gemeindegröße riesige Gebäude zu unterhalten. Nach Nießbrauchgrundsätzen mussten die Gemeinden Kosten für den Unterhalt und kleine Reparaturen bestreiten, während der Staat nur für die Hauptreparaturen aufkommen musste. Die beiden Gemeinden mussten je 300 Mark für die laufenden Unterhaltskosten und die kleineren Kultusbedürfnisse aufwenden. Allerdings waren diese Mittel auch dafür nicht ausreichend und so wurden für Reparaturen bedeutende Mittel aus dem königlichen Patronatsfonds zugeschossen. Die Verantwortung des Preußischen Staates für die Basilika endete auch nicht mit der Monarchie. Unter der Weimarer Republik wie unter der NS-Herrschaft wurden Zuschüsse für größere Instandsetzungsarbeiten wie für die Neueindeckung des Daches, die Kirchenheizung und ähnliches gewährt, letztmals am 7. Mai 1941.
Als Gottesdienstraum machte die Basilika auf Grund ihrer Größe erhebliche Schwierigkeiten. So kam es am 7. August 1903 zu einem Gesuch des Presbyteriums an den König, nach dem das herrliche Gebäude infolge seiner mächtigen Größe Eigenschaften bezüglich der Akustik und Kälte im Winter hat, die es zu einem Gotteshaus ungeeignet machen. In diesem Zusammenhang erbat das Presbyterium Mittel zum Bau einer neuen Kirche, zu der es damals aber noch nicht kam.
Die Kirche Zum Erlöser ist heute die einzige Kirche der Evangelischen Kirchengemeinde Trier und zusammen mit dem angrenzenden Caspar-Olevian-Saal ihr Zentrum. Das Gebiet der Gemeinde ist identisch mit dem der Stadt Trier mit Ausnahme der 1968 eingemeindeten Stadtteile Pfalzel und Ehrang/Quint, die zur Gemeinde Trier-Ehrang gehören. Vom 15. Dezember 1963 bis zum 21. September 2014 wurde mit der im Trierer Stadtteil Heiligkreuz gelegenen Christuskirche eine zweite Predigtstätte genutzt. Nach deren Aufgabe ist die Basilika wieder die einzige Kirche der Trierer Kirchengemeinde. Derzeit (2014) wirken fünf Pfarrerinnen und Pfarrer in der Kirchengemeinde.
In der Kirche sind sonntäglich ein bis zwei Gottesdienste – im Winter jedoch nur an speziellen Festtagen. „Normale“ Gottesdienste finden während der kalten Jahreszeit im benachbarten Caspar-Olevian-Saal statt. Von März bis Oktober ist die Kirche untertags für Besichtigungen geöffnet. Der Platz entlang der Längswände wird von der Evangelischen Kirchengemeinde gerne für Ausstellungen genutzt. Die Kirche ist die Konzertkirche des Trierer Bachchors und im Sommer findet eine Konzertreihe mit wöchentlichen Orgelkonzerten internationaler Organisten statt. Darüber hinaus wird sie von regionalen Festivals wie den Moselfestwochen bespielt.

## Geschichte

### Antike

#### Baugeschichte

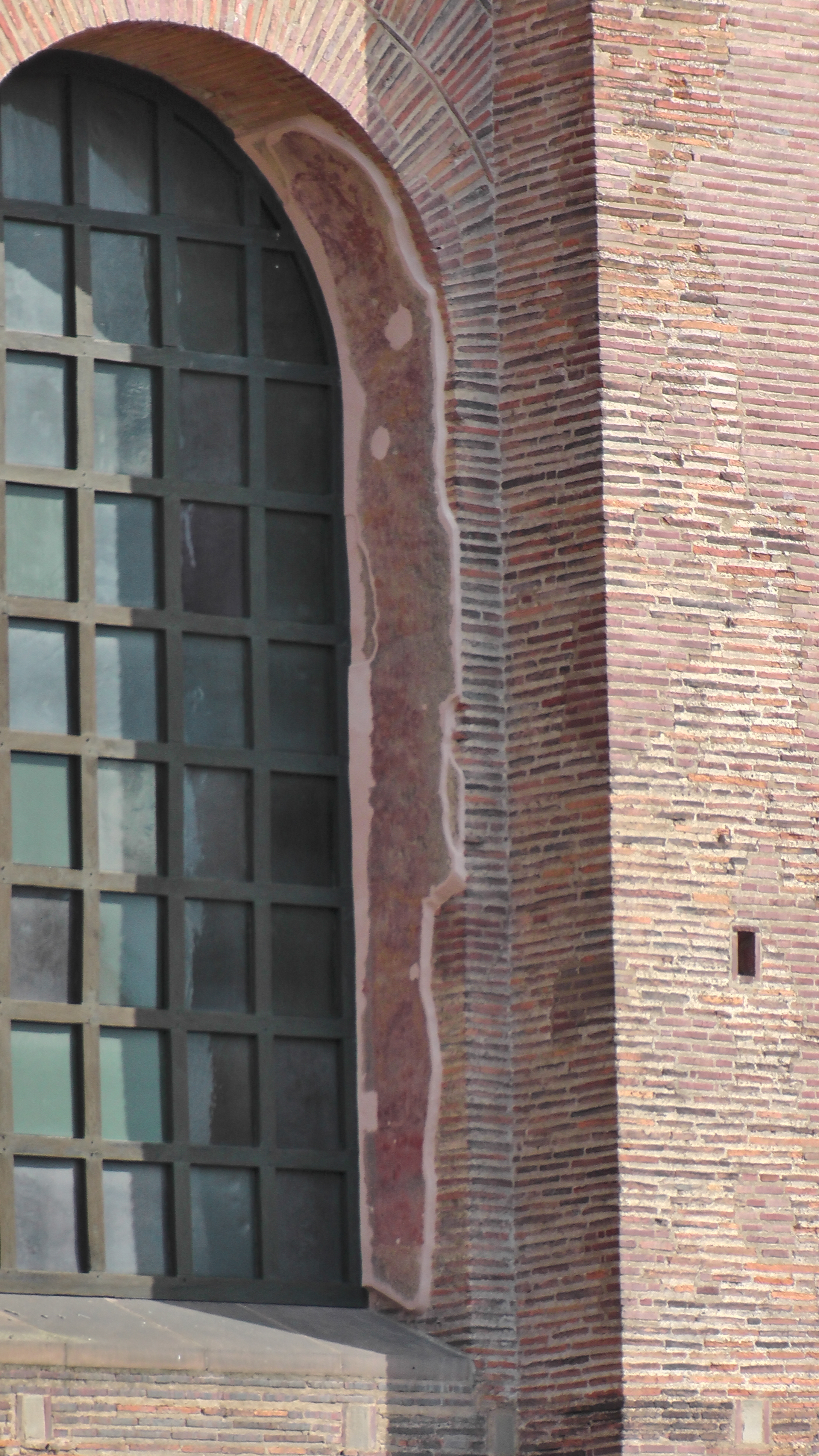
Römische Putzreste außen an der Westwand

Im 2. Jahrhundert n. Chr. war im Nordosten des römischen Trier durch Zusammenlegung von vier insulae ein Repräsentations- und Verwaltungsbereich entstanden, dessen Kern eine zentrale Halle bildete, die als Legatenpalast angesprochen wird.
Die Palastaula wurde vermutlich mit der Umgestaltung dieses Areals zur Residenz unter Kaiser Konstantin in den Jahren 305–311 als Repräsentationsbau errichtet. Als Mitkaiser in den Wirren der Auflösung der römischen Tetrarchie hielt sich Konstantin meist in Gallien und Britannien auf, die unter seiner Herrschaft standen. Augusta Treverorum gehörte nach der Reichsreform unter Diokletian zur Prätorianerpräfektur Gallia. Durch Niederlegung eines Wohnviertels wurde Platz für den Monumentalbau der Kaiserthermen geschaffen. Auf dem ehemaligen Legaten-Palast wurde die Palastaula erbaut, die mit umliegenden Vorhöfen und Nebengebäuden den Kern der Residenz bildete. Für den Großbau, der auch eine Straßenkreuzung überdeckte, waren erhebliche Planierungen notwendig.
Die Bautätigkeit geriet allerdings schon in konstantinischer Zeit ins Stocken. Wahrscheinlich war sie erst unter Gratian um 379 vollständig abgeschlossen. Basilika, Kaiserthermen und der Circus bildeten eine Einheit als Palastbezirk. Mit dem Ensemble aus Circus und Residenzbereich griffen die Planer bewusst die in Rom entwickelte Beziehung zwischen Circus Maximus und Palatin auf. Die gleiche Beziehung wiederholt sich beim Circus Gai et Neronis (in den Gärten des Caesar), bei der Villa des Maxentius an der Via Appia und der Residenz des Galerius in Thessaloniki.
Mit dem Abzug des römischen Kaiserhofes von Trier am Ende des 4. Jahrhunderts verlor das Gebäude seine ursprüngliche Bedeutung. Mit dem Rheinübergang von 406 drangen große germanische Kriegergruppen (Vandalen, Alamannen, Westgoten, Burgunden, Franken) nach Gallien ein. Nach dem Ende der römischen Herrschaft wurde das ausgebrannte Gebäude dem fränkischen Königsgut zugeschlagen.

#### Teil der kaiserlichen Residenz und Architektur

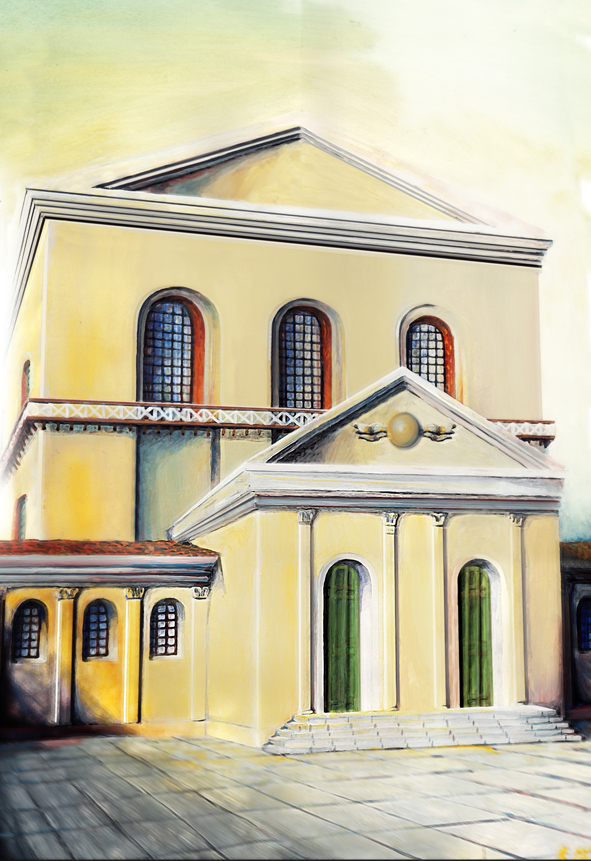
Rekonstruktion der Trierer Palastaula

Das monumentale Gebäude diente als Kulisse für Audienzen, Empfänge und das Hofzeremoniell, wobei der Kaiserthron in der Apsis anzunehmen ist. Obwohl Name und Erscheinung der heutigen Konstantin(s)basilika auf ein antikes Kirchengebäude hinzuweisen scheinen, ist das Bauwerk ursprünglich als Empfangssaal der kaiserlichen Residenz, als Aula regia errichtet worden. Der häufig verwendete Name Palastaula oder Aula Palatina trifft es genauer, ist aber im klassischen Latein unbelegt. Zu den römischen Vorbildern gehörte die Palastaula der Domus Flavia auf dem Palatin. Eine kleinere, ebenfalls hallenförmige Palastaula des Sessoriumspalasts in Rom wurde von Konstantins Mutter Helena zur Kirche Santa Croce in Gerusalemme umgebaut, die Überreste einer ähnlich großen, aber niedrigeren und dreischiffigen Zivilbasilika des Sessoriums befinden sich heute noch hinter der Kirche. Demselben architektonischen Bautyp einer dreischiffigen Säulenbasilika entsprachen auch die in späteren Jahren von Kaiser Konstantin in Rom erbauten Kirchen Alt-St. Peter, Sankt Paul vor den Mauern und Lateranbasilika.
Die Basilika besitzt eine äußere Länge von 69,8 m (einschließlich der 12,4 m langen Apsis) bei einer Breite von 27,2 m. In der Antike besaß sie eine Höhe von etwa 30 m. Die 2,7 m dicken Außenmauern bestanden aus Ziegelmauerwerk und waren außen verputzt. Teile aus Rotsandstein sind moderne Ergänzungen.
Der Innenraum wies eine qualitätvolle Wandverkleidung auf: Langhaus und Apsis besaßen Fußboden- und Wandverkleidung aus eingelegten Marmorplatten (opus sectile) bis auf die Höhe der obersten Fenstergesimse, wovon sich Reste und vor allem die Löcher der eisernen Halterungen erhalten haben. Darüber folgten Stuckarbeiten bis zur frei tragenden Decke, die der heutigen, 1955 eingezogenen Kassettendecke nicht unähnlich gewesen sein dürfte. Bemerkenswert sind die Heizanlagen, durch die der 1600 m² große Innenraum über ein dreigeteiltes Hypokaustum mit fünf Praefurnien heizbar war. Die Basilika war in der Antike kein allein stehendes Gebäude. Im Süden befand sich vor dem Haupteingang eine ebenfalls marmorverkleidete Vorhalle, außen waren Portiken mit Innenhöfen angelehnt. Die Reste dieser Gebäude sind entweder konserviert oder im Pflaster des heutigen Platzes markiert.

### Mittelalter und frühe Neuzeit

#### Das Ende der Palastaula
Wann das Dach des römischen Bauwerks verloren ging, lässt sich nicht eindeutig klären. Möglicherweise geschah das bei einem der Germaneneinfälle zwischen 407 und 455, bei denen die spätantike Stadt zwar nicht restlos zerstört, aber geplündert und gebrandschatzt wurde. Andernfalls könnte das Dach durch mangelnde Instandhaltung eingestürzt sein. In den fränkischen Machtbereich kam Trier ab 480 und damit zum Reich Chlodwigs (484–511). Der weiterhin als Palatium bezeichnete Komplex wurde Sitz des fränkischen Gaugrafen. Die Nebengebäude wurden zum Sitz der fränkischen Verwaltung. Die Mauern der Basilika waren nahezu vollständig erhalten, doch fehlten unter den Franken die politischen Voraussetzungen und die technischen Möglichkeiten, das Dach wiederherzustellen.

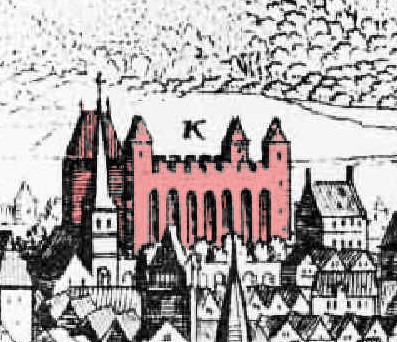
Basilika (Stich von 1648, wohl nach einer Ansicht von 1548/50)

#### Die Konstantinbasilika als Festung
Aufgrund der dicken Mauern und der unruhigen Zeiten wurde der ehemalige Palast nun als Festung genutzt. Die römischen Fenster wurden zugemauert und im Inneren wurden Einbauten vorgenommen, die sich an die Außenmauern anlehnten und um einen freien Hof in der Mitte reihten. Die Apsis wurde zu einem Wohnturm umgebaut, an den gegenüberliegenden Ecken wurden Türmchen aufgesetzt, die Mauern mit Zinnenreihen bewehrt. Der einzige Zugang zum Inneren war eine kleine Pforte an der Westseite. Seit dem 8. Jahrhundert wird die dem Palatium zugehörige Kirche St. Laurentius erwähnt. Sie stand vor dem nordwestlichen Eckturm in Richtung Westen, wurde später Pfarrkirche und 1803 abgebrochen.
Die Zeit bis zum Ende des 10. Jahrhunderts ist durch die Rivalität zwischen dem Gaugrafen und dem neben dem Dom residierenden Bischof geprägt. Im Jahre 902 schenkte der fränkische König Ludwig das Kind dem Trierer Erzbischof Radbod von Trier wesentliche Hoheitsrechte und die Einnahmen der königlichen Pfalz. Damit kamen die Stadt Trier und – spätestens in der Jahrhundertmitte – das Palatium in den Besitz des Erzbischofs, dessen Residenz es aber noch nicht war.

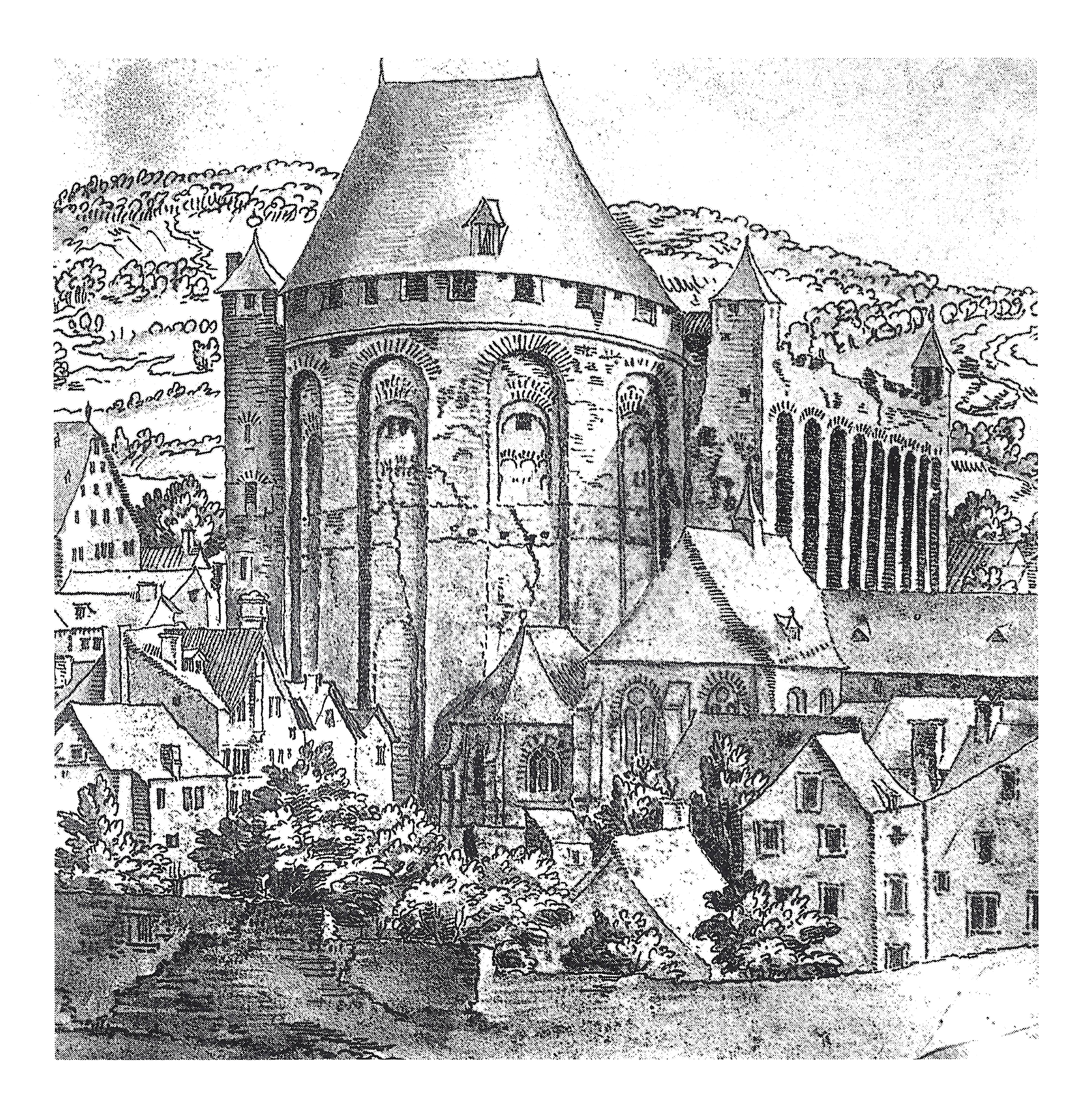
Die Konstantinbasilika als Bischofsresidenz um 1610 aus dem Manuskript „Luciliburgensia Romana“ von Alexander Wiltheim

Als Festung bewährte sich das Palatium, als der Trierer Gegenbischof Adalbero von Luxemburg von Kaiser Heinrich II. belagert wurde. Der Grund war, dass Heinrich den auch vom Trierer Domkapitel zum Bischof gewählten Mainzer Propst Megingaud einzusetzen versuchte. Heinrich nahm im Sommer 1008 die Stadt Trier ein, konnte aber den im Palatium eingeschlossenen Gegner auch nach einer vom Kaiser persönlich geleiteten 16-wöchigen Belagerung nicht zur Übergabe bewegen. Im Jahr 1096 ist ein Aufenthalt des Erzbischofs Eglibert im Palatium bezeugt, als verfolgte Juden dort Schutz suchen mussten.
Es ist anzunehmen, dass das mit der bekannten Trierer Burggrafen-Familie de Ponte (von der Brücke) verwandte und mit der Palastdienerschaft betraute Ministerialengeschlecht de Palatio (vom Palast) sich unmittelbar an der erzbischöflichen Pfalz einen festen Sitz in Form eines Wohnturms eingerichtet hatte. Von einem solchen sind aber keine sicheren baulichen Spuren vorhanden.
Der Streit zwischen den Bischöfen und den Vögten bzw. Ministerialen setzte sich bis in die Mitte des 13. Jahrhunderts fort. Erst Albero von Montreul (1131–1152) konnte die Macht der Ministerialen brechen, in dem er das römische Palatiolum – heute Trier-Pfalzel – zu einer Festung ausbaute, seine Residenz dorthin verlegte und befahl, alle Einkünfte des Erzbistums dorthin zu liefern. Erzbischof Johann I. erreichte im Jahr 1197 die Übertragung der Vogtei vom Pfalzgrafen Heinrich an den Erzbischof. Der Bischof war nun für alle Einwohner seines Gebietes der oberste Gerichtsherr. Die Stadt gelangte danach schrittweise in die Alleinherrschaft des Erzbischofs. Seit Johann I. wohnten die Erzbischöfe endgültig im Basilika-Bering.
Die erste schriftliche Erwähnung der Basilika befindet sich in der Chronik, die Bischof Otto von Freising (gest. 1158) verfasste: „Es wird dort ein Palast von wunderbarer Bauweise gezeigt, der nach Art der Mauer von Babylon aus Backsteinen geschaffen ist und noch heute eine solche Stärke behalten hat, daß er nicht nur keinen Feind fürchtet, sondern auch durch keine Machenschaft zerbrochen werden kann.“ Die ersten Abbildungen der Basilika befinden sich in Palastsiegeln. Im Siegel auf einer Urkunde zur Verpachtung einer Mühle aus dem Jahr 1261 wird sie von der Seite dargestellt. Ob es sich um die Ost- oder Westfront handelt, lässt sich nicht mehr ermitteln. In einem weiteren erhaltenen Palastsiegel auf Urkunden der Jahre 1315 und 1323 sieht man heute nicht mehr vorhandene Einbauten: romanisches Quadermauerwerk und ein spitzbogiges Portal.

#### Die Konstantinbasilika als bischöfliche Residenz
Der mittelalterliche Bauzustand des Palatiums hat sich bis etwa zum Jahre 1600 erhalten, da die Trierer Erzbischöfe in dieser Zeit meist ihre Koblenzer Nebenresidenz mit der Festung Ehrenbreitstein, eine der stärksten Festungen des Deutschen Reichs, als dauerhaften Aufenthaltsort bevorzugten. Dennoch wurde das Palatium weiterhin auch für Repräsentationszwecke genutzt, insbesondere während des Reichstags von 1473 mit Kaiser Friedrich III. und Karl dem Kühnen.

### Die Konstantinbasilika als Teil des Kurfürstlichen Palasts im 17. und 18. Jahrhundert

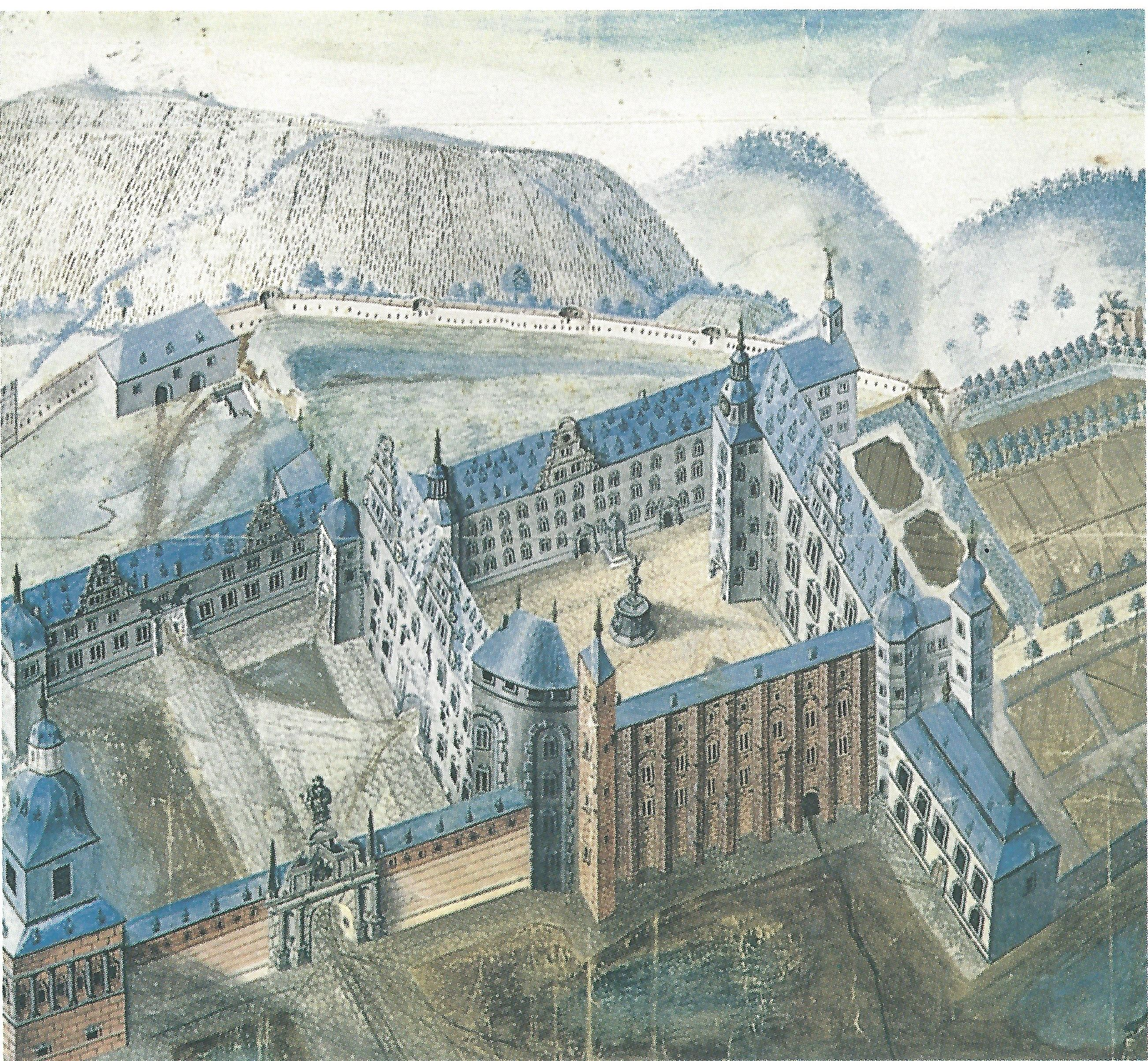
Aquarellierte Zeichnung des Hoch- und Niederschlosses vor Errichtung des Rokoko-Südflügels um 1745/50. Das Niederschloss (links) wurde 1944 zerstört. Erhalten ist der Rote Turm ganz links, der heute die Glocken der Kirche trägt. In der Mitte die ziegelsichtige Westwand sowie die Apsis der Kaiseraula.

Kurfürst Johann VII. von Schönenberg (1581–1599) residierte wieder vornehmlich in Trier und vergrößerte den Palastbering, indem er im Norden, hinter der Apsis, Häuser ankaufen und abreißen ließ. Die große Umgestaltung des Areals begann unter Kurfürst Lothar von Metternich. Um ein zeitgemäßes Residenzschloss im Stil der Renaissance errichten zu können, ließ er ab 1614 neben den mittelalterlichen An- und Einbauten auch die Ostwand und große Teile der Südwand des Palatiums niederlegen. Die Westwand wurde zur Außenmauer des Palasts, die Apsis blieb vorerst eine Art Wohnturm.
Als Kurfürst Johann IX. Philipp von Walderdorff (1756–1768) direkt nach seinem Amtsantritt seinen Hofbaumeister Johannes Seiz mit Umbauten im Stil des Spätbarock (Rokoko) beauftragte, sahen Pläne auch eine Umgestaltung oder einen Abriss der Apsis vor. Diese wurden aber nicht verwirklicht. Umgesetzt wurde hingegen der Neubau des Südflügels mit dem berühmten Treppenhaus. Da dieses auch hundert Jahre später beim Wiederaufbau der Basilika als erhaltenswert eingestuft wurde, verhinderte dieser Umbau letztlich später die komplette Freilegung der Südfassade der Basilika und den Bau einer Vorhalle.
Es darf aber wohl angenommen werden, dass die letzten römischen Reste früher oder später auch der Spitzhacke zum Opfer gefallen wären. Die französische Revolution und die damit einhergehende Säkularisierung haben das verhindert. Das ist aber reine Spekulation.

### Der Wiederaufbau im 19. Jahrhundert

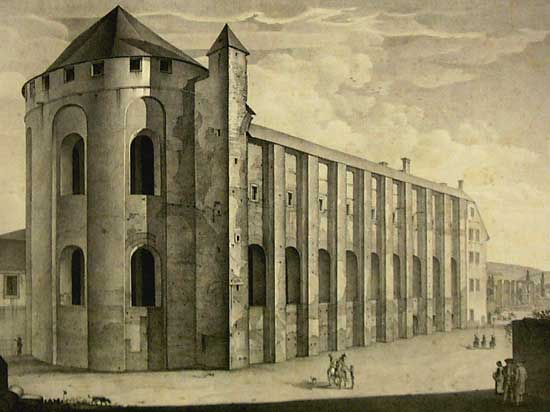
Die in ihrem ursprünglichen Aussehen bereits teilweise wiederhergestellte Palastaula im Jahre 1825

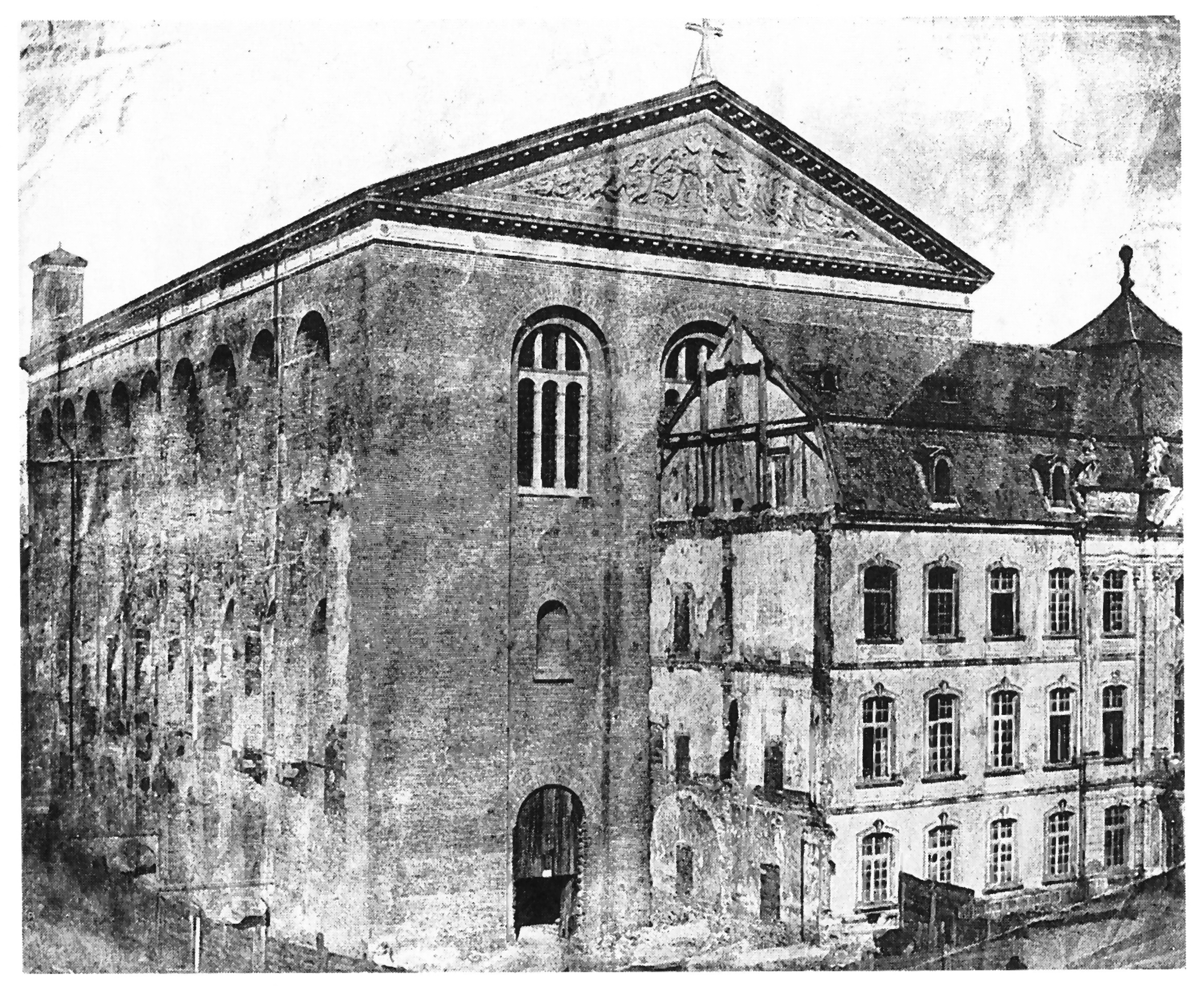
Südfassade mit teilweise abgebrochenem Südflügel des Palais noch vor der Einweihung

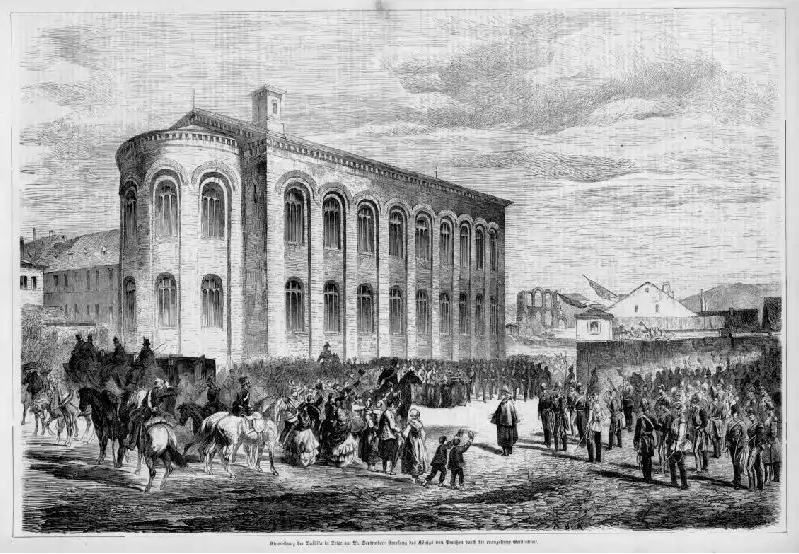
Einweihungszeremoniell und Empfang des Königs von Preußen durch die evangelische Geistlichkeit

#### Die Anfänge der evangelischen Gemeinde in Trier

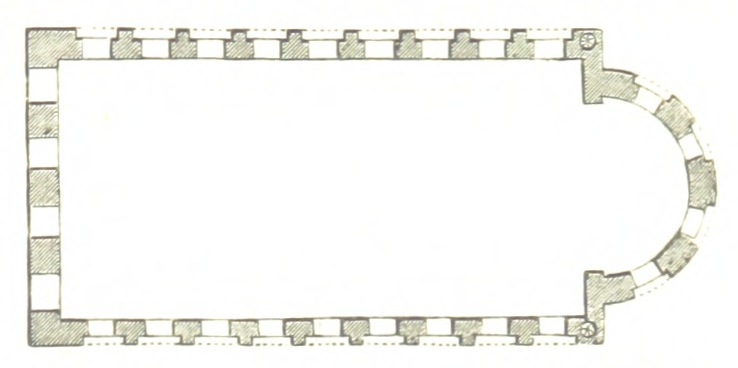
Grundriss

Dem Wiederaufbau voraus ging die Eingliederung des Rheinlands in das Königreich Preußen nach dem Wiener Kongress. Durch Zuzug kamen evangelische Christen, zuerst vor allem preußische Verwaltungsbeamte, nach Trier. Am Reformationstag (31. Oktober) des Jahres 1817 wurde die evangelische Kirchengemeinde gegründet, und eines ihrer ersten Probleme war die Suche nach einem passenden Gotteshaus. Die ersten Gottesdienste fanden in der Kirche des ehemaligen Dominikanerinnenklosters Sankt Katharina statt. Das ehemalige Kloster wurde jedoch 1819 vom Preußischen Militärfiskus eingezogen und als Lazarett genutzt. Daraufhin bestimmte König Friedrich Wilhelm III. die ehemalige Jesuitenkirche zuerst als Simultankirche, später als alleinige Kirche für die Evangelischen. Nach einem langen Rechtsstreit wurde 1851 der preußische Staat zur Rückgabe der Kirche an das Priesterseminar gezwungen. Schon vorher, nämlich am 2. März 1839, hatte Friedrich Wilhelm III. versucht, der evangelischen Gemeinde eine eigene Kirche einzurichten, war aber jedes Mal auf große Schwierigkeiten gestoßen. Der neue König Friedrich Wilhelm IV. ordnete am 21. April 1841 an, die vor der Stadt liegende ehemalige Klosterkirche St. Maximin für die evangelische Zivil- und Militärgemeinde und die katholische Militärgemeinde einzurichten. Der Chor wurde danach von militärischen Einbauten befreit und entsprechend umgestaltet. Die evangelische Zivilgemeinde war damit nicht glücklich, da jeder Kirchgang einen Auszug aus der Stadt bedeutete, und auch das Militär hatte Bedenken.

#### Die Geschichte des Wiederaufbaus
Treibende Kraft beim Wiederaufbau der römischen Palastaula als evangelische Kirche war der Trierer Architekt und Bauforscher Christian Wilhelm Schmidt (1806–1883). Er kannte das Interesse des Königs an antiken frühchristlichen Bauten. Er stellte das Projekt bei der Königlichen Regierung in Trier und dem Baurat und Konservator Ferdinand von Quast zu Berlin vor und erreichte, dass sich der König für die Wiederherstellung dieses Baus zu einer evangelischen Kirche entschied. Unterstützend wirkte, dass der Bau von Konstantin dem Großen, der damals als erster christlicher Kaiser galt, errichtet worden war. Hinzu kam die völlig falsche Annahme Schmidts, dass der Bau in römischer Zeit eine Kirche gewesen sei, sowie die ebenso falsche Bezeichnung Basilika, die Johann Steininger 1835 für den römischen Bau verwendete.
Für die preußischen Architekten war diese Riesenaufgabe, die zudem der Antike möglichst nahe kommen sollte, absolutes Neuland. Erfreulicherweise sind zahlreiche Pläne verschiedener Architekten erhalten. Mit dem Auftrag betraut wurde letztlich der Festungsbaumeister und Genieoberst Carl Schnitzler. Die Oberaufsicht hatte der Stolzenfelser Schlosshauptmann Generalleutnant Philipp von Wussow. Baubeginn war 1846. 1848/1849 musste der Bau aufgrund der Revolution von 1848/49 unterbrochen werden. 1851 wurde der Triumphbogen wiederhergestellt und 1856 entstand die erste Fotografie der nahezu fertiggestellten Basilika. Die feierliche Einweihung fand am 28. September 1856 statt in Gegenwart des Königs, seines jüngeren Bruders, des späteren deutschen Kaisers Wilhelm I., des Prinzen Heinrich der Niederlande, Statthalter in Luxemburg, des Oberpräsidenten der Rheinprovinz Hans Hugo von Kleist-Retzow und zahlreicher Vertreter des Militärs.

#### Außenansicht und Südfassade

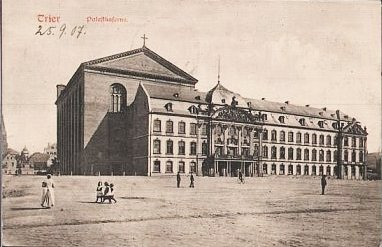
Südfassade nach dem Wiederaufbau mit bereits wieder abgenommenen Relief

Die Forderung des Königs für den Wiederaufbau war, die Basilika in ihrer ursprünglichen Größe und Stilreinheit wiederherzustellen. Bei der Planung wurde der römische Bestand aufgenommen; durch Grabungen und Sondierungen wurden römische Bauteile entdeckt und erforscht. Diskussionspunkte beim Wiederaufbau waren unter anderem:
- wie mit der mittelalterlichen Bausubstanz, insbesondere den Einbauten, dem Zinnenkranz und den Ecktürmen zu verfahren sei,
- ob der in weiten Teilen erhaltene römische Außenputz erhalten werden soll,
- ob und falls ja, wie weit der Rokoko-Südflügel des Kurfürstlichen Palais abgerissen werden soll, um die Südmauer der Basilika wieder freizulegen,
- ob und falls ja, wo ein Glockenturm errichtet werden soll.[25]

Schließlich wurden der Außenbau auf die römische Substanz zurückgebaut, der mittelalterliche Zinnenkranz entfernt und fehlende Teile der Außenmauern ergänzt. Obwohl der römische Putz noch auf beachtlichen Flächen erhalten war, schlug man ihn größtenteils ab und reduzierte die Außenhaut auf die vor allem in der Abendsonne rot leuchtenden Backsteine. Die originalen römischen Außenmalereien sind lediglich an neun von vierzehn Fensterachsen der unteren Rundbogenreihe auf der West- und der Nordfassade erhalten. Darüber hinaus sind an der Nordfassade noch 65 m² römische Putzflächen mit vereinzelten Farbresten vorhanden. Ein Problem stellte die Südfassade dar, da ihr der Südflügel des Kurfürstlichen Palais vorgebaut war. Ursprünglich waren auch eine Vorhalle und ein Turm für die Basilika vorgesehen. Entsprechende Entwürfe sind unter anderem von Carl Schnitzler (von 1850) und von Landesbaumeister Helbig (von 1876) erhalten. Die Südfassade ganz freizulegen, hätte auch die Zerstörung des damals schon geschätzten barocken Treppenhauses zur Folge gehabt. Nach langen Diskussionen und verschiedenen Entwürfen, bei denen auch die Versetzung des Treppenhauses in Erwägung gezogen wurde, wurden letztlich als Kompromiss die westlichen drei Joche des Südflügels der Residenz abgetragen und damit etwa ein Drittel der Südfassade der Basilika bis zum Boden freigelegt. Die definitive Entscheidung gegen eine Vorhalle – und damit verbunden auch gegen einen Turm – fällte das Militär durch den Beschluss, den Rokokoflügel des Schlosses in ein Offizierskasino umzuwandeln.

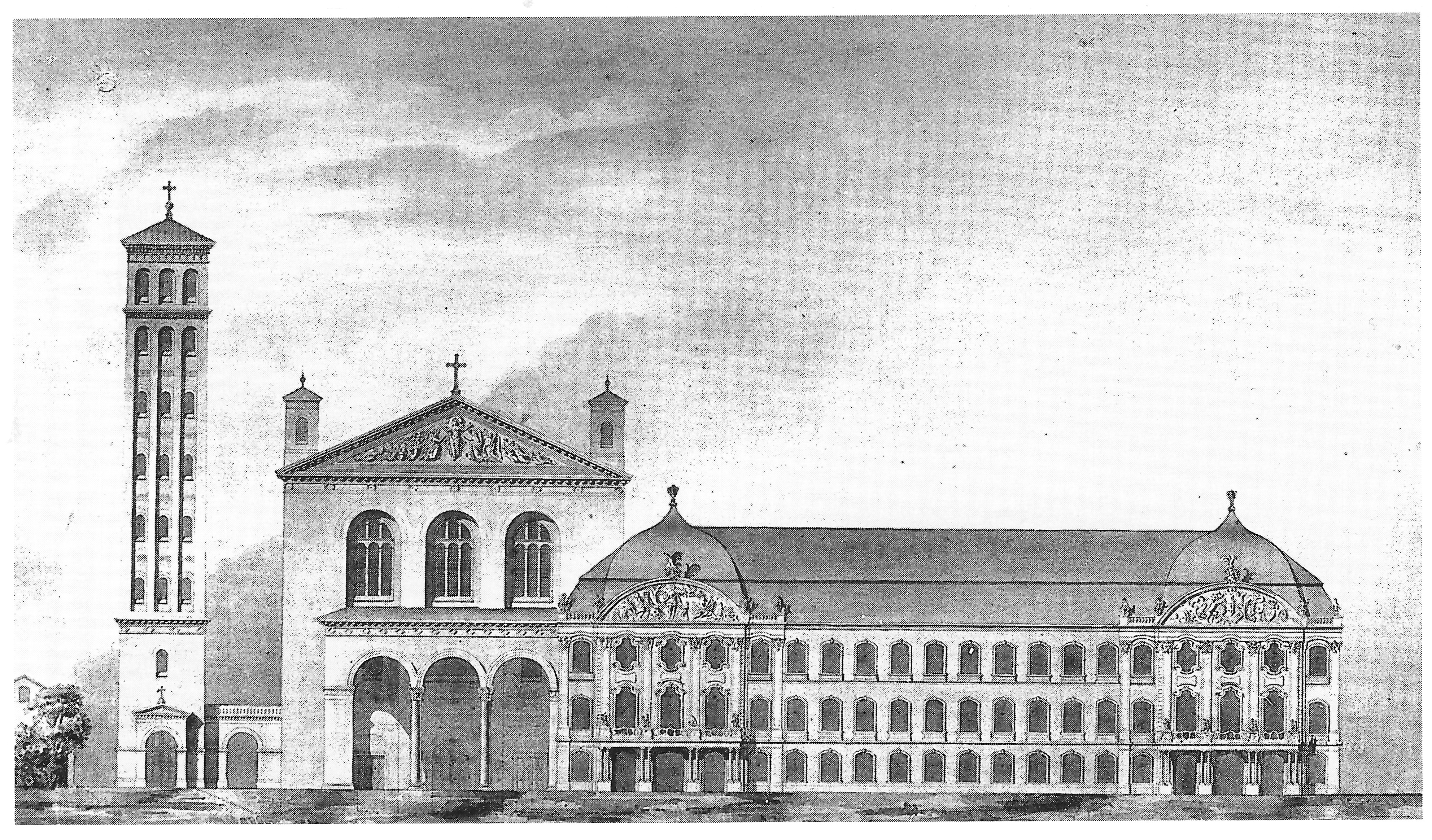
Nicht ausgeführter Entwurf von Karl Schnitzler 1850 für die Gestaltung der Südfassade mit Turm

Ob die Südfassade einen Giebel besessen hatte, ließ sich nicht mehr eindeutig feststellen. Bei seiner Rekonstruktion dekorierte man ihn mit einem flachen Relief in Stuck. Dieses wurde nach einem Entwurf von Karl Friedrich Schinkel vom Berliner Bildhauer August Kiß 1833/37 für den Giebel der Nikolaikirche in Potsdam gefertigt, dort angebracht, aber bereits 1844 wieder entfernt. Auf Anordnung des Königs wurde es zur Trierer Basilika übertragen und ist auf einem Foto von 1856 sichtbar. Das Relief war allerdings durch den Transport mitgenommen und auch nicht wetterfest genug. Es wurde vor 1886 wieder abgenommen und ist danach verloren gegangen.

#### Die Gestaltung des Innenraums

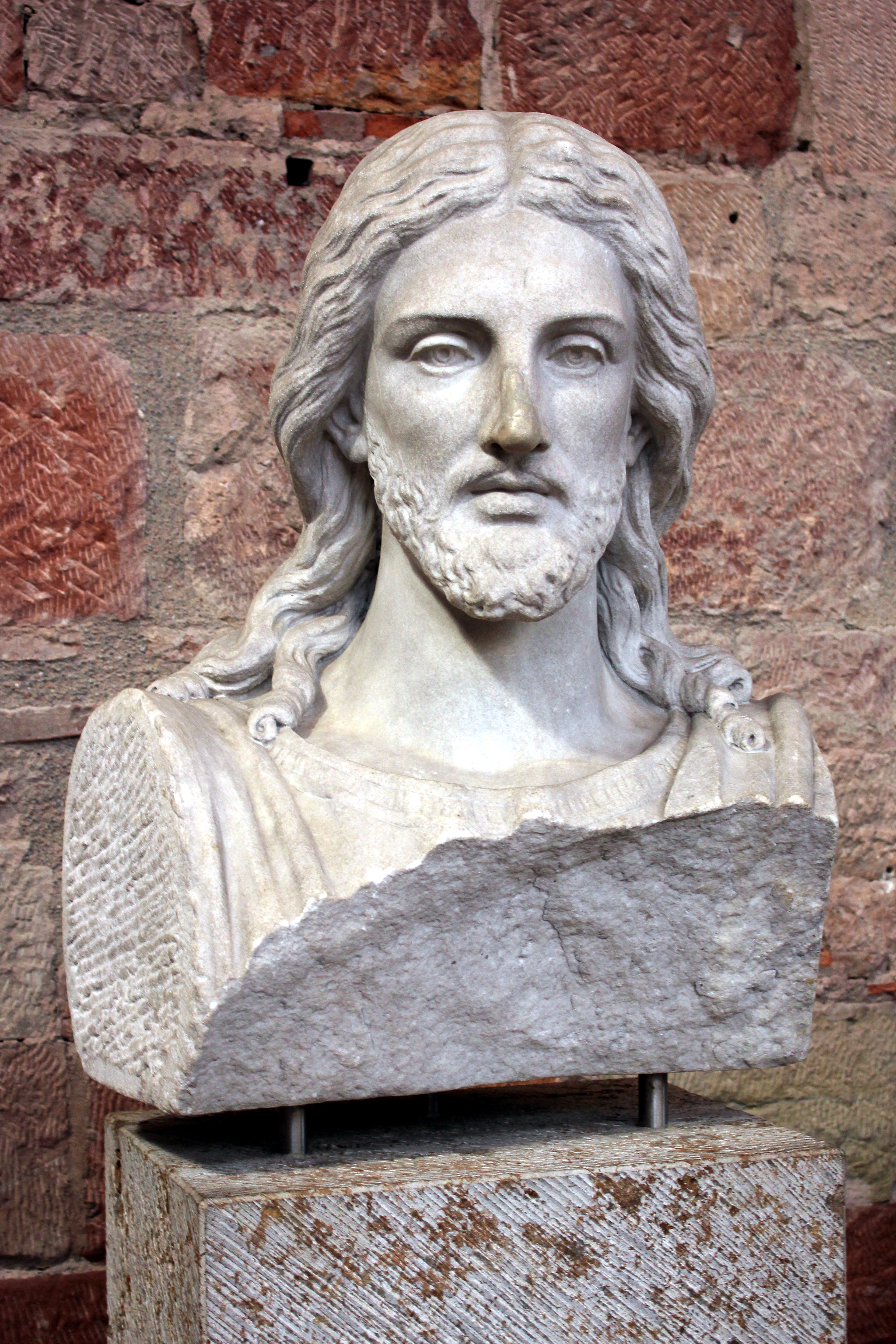
Gustav Kaupert: Jesus Christus (ca. 1880)

Noch größere Probleme bereitete die Gestaltung des Innenraums, insbesondere die Forderung des Königs auf Stilreinheit, da das Wissen, das zu einer Rekonstruktion nötig gewesen wäre, weitgehend fehlte. Als Problem erwies sich auch die von Steininger 1835 aufgestellte und von Schmidt 1845 weiter verfolgte These, die Basilika sei eine Kirche gewesen. Vergleichbare erhaltene Kirchen sahen ganz anders aus und waren fast immer dreischiffig mit überhöhtem Mittelschiff. Für die Innenausstattung entwickelte der Staatskonservator Ferdinand von Quast einen Entwurf mit einem sehr komplexen Bildprogramm und einer reichen Ausschmückung mit Malereien, die über die für eine protestantische Pfarrkirche übliche Ausstattung weit hinausgingen. Der Entwurf wurde von dem in Fragen der Architektur hoch kompetenten König letztlich nicht nur aus finanziellen Gründen verworfen. Umgesetzt wurde schließlich ein bescheideneres und deutlich kostengünstigeres, von Carl Schnitzler und Friedrich August Stüler entwickeltes Konzept. Es war an Bauten der italienischen Protorenaissance aus dem 11. und 12. Jahrhundert angelehnt, beschränkte sich bei der Gestaltung der Wände mit weiß-gelblicher Farbe auf die architektonische Gliederung mit Feldern und Bögen und verzichtete auf aufwändige Formen. Die in einem grünen Marmorton aufgemalten Bänder, Bögen und Füllmotive deuteten eine Marmorvertäfelung an. Die zahlreichen aufgemalten Bibelsprüche waren typisch für die Funktion der Basilika als evangelische Kirche und wurden zum größten Teil vom König selber ausgewählt.
Vor der Südwand stand eine Orgelempore, die von zwei Wandpfeilern und sechs Säulen getragen wurde und die Ipach-Orgel mit ihren zwei fast 15 Meter hohen Pfeifentürmen aufnahm. Anstatt einer Kassettendecke wurde ein offener Dachstuhl wie bei der Kirche San Miniato al Monte in Florenz realisiert. Der Altar bestand aus weißem Marmor und war von einem Baldachin überdeckt. Dessen vier Säulen, ein Geschenk des Vizekönigs von Ägypten an den König, waren aus gelbem afrikanischem Marmor. In den 1870er- und 1880er-Jahren schuf der Frankfurter Bildhauer Gustav Kaupert fünf Marmorskulpturen für die Basilika. Sie stellten Jesus Christus und die Evangelisten dar und wurden um 1900 mit Apostelfiguren des Petrus und des Paulus nach einem Entwurf von August Wittig ergänzt. Die Statuen wurden beim Wiederaufbau der Kirche zerstört. Heute sind nur noch die Köpfe der Figuren von Kaupert erhalten. Sie wurden 2001 restauriert und 2006 zum 150. Jahrestag der Einweihung der Basilika als Evangelische Kirche zum Erlöser an der Ostwand der Basilika mit einer dreisprachigen Beschriftung aufgestellt.

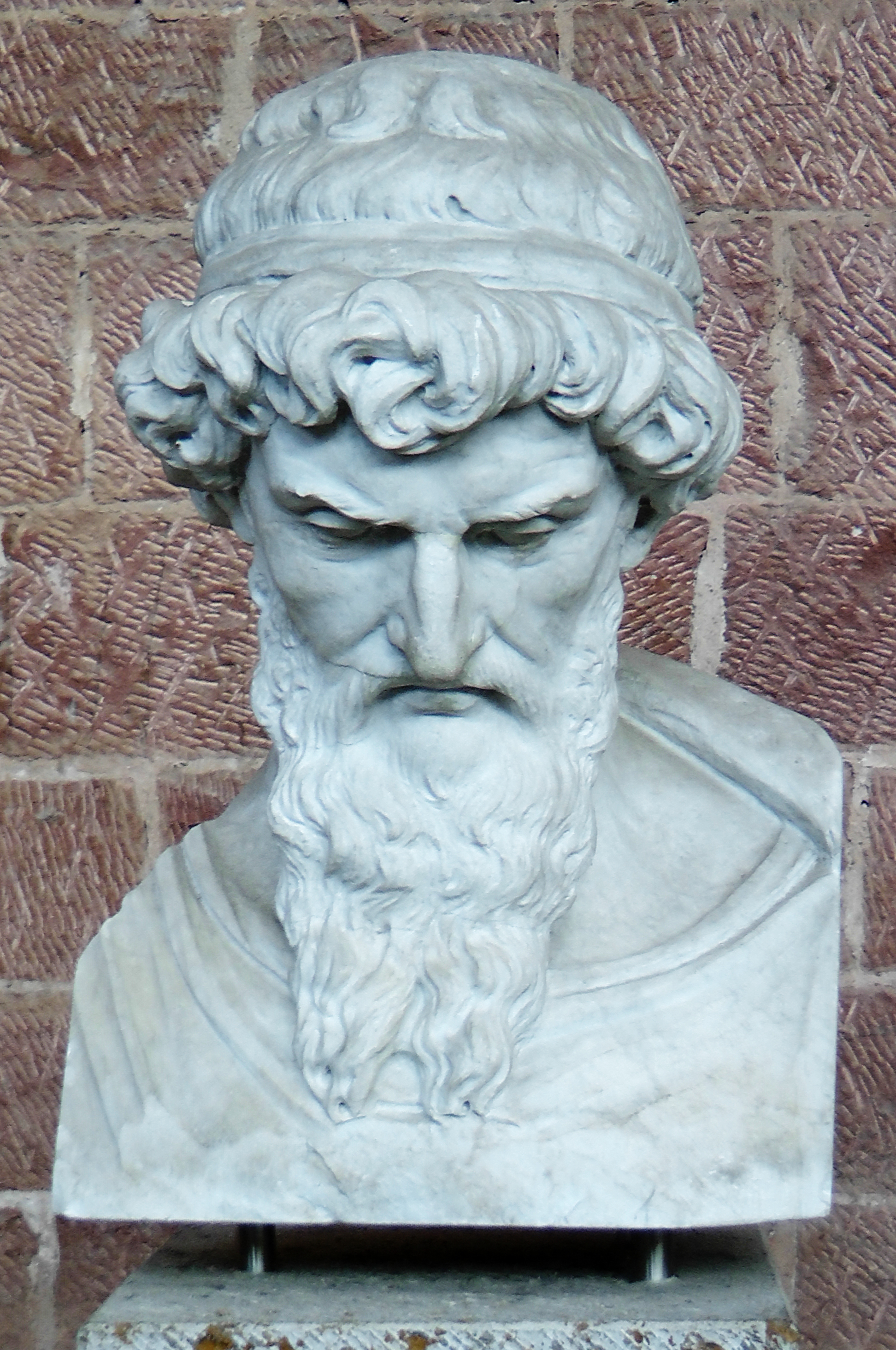
Lukas
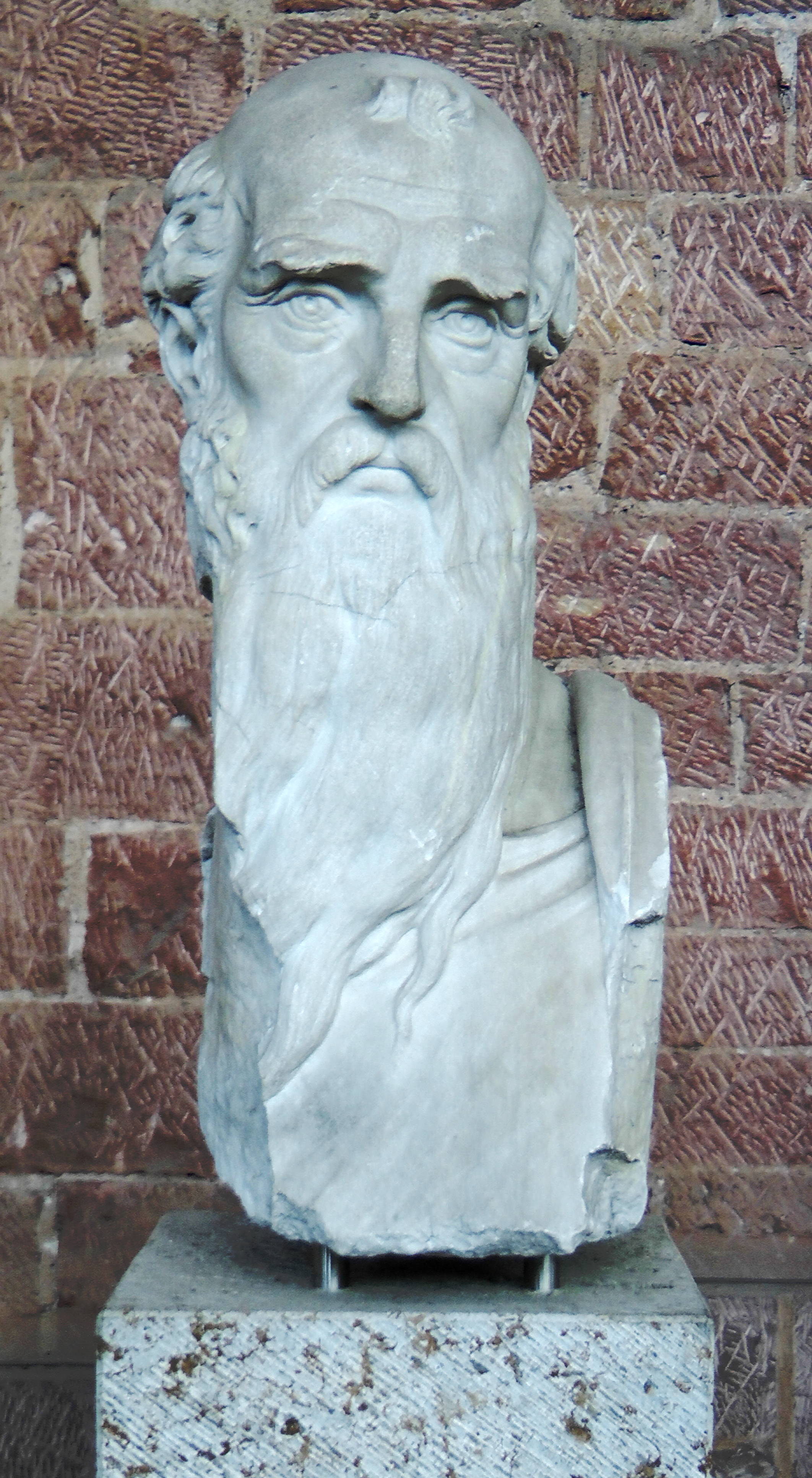
Matthäus
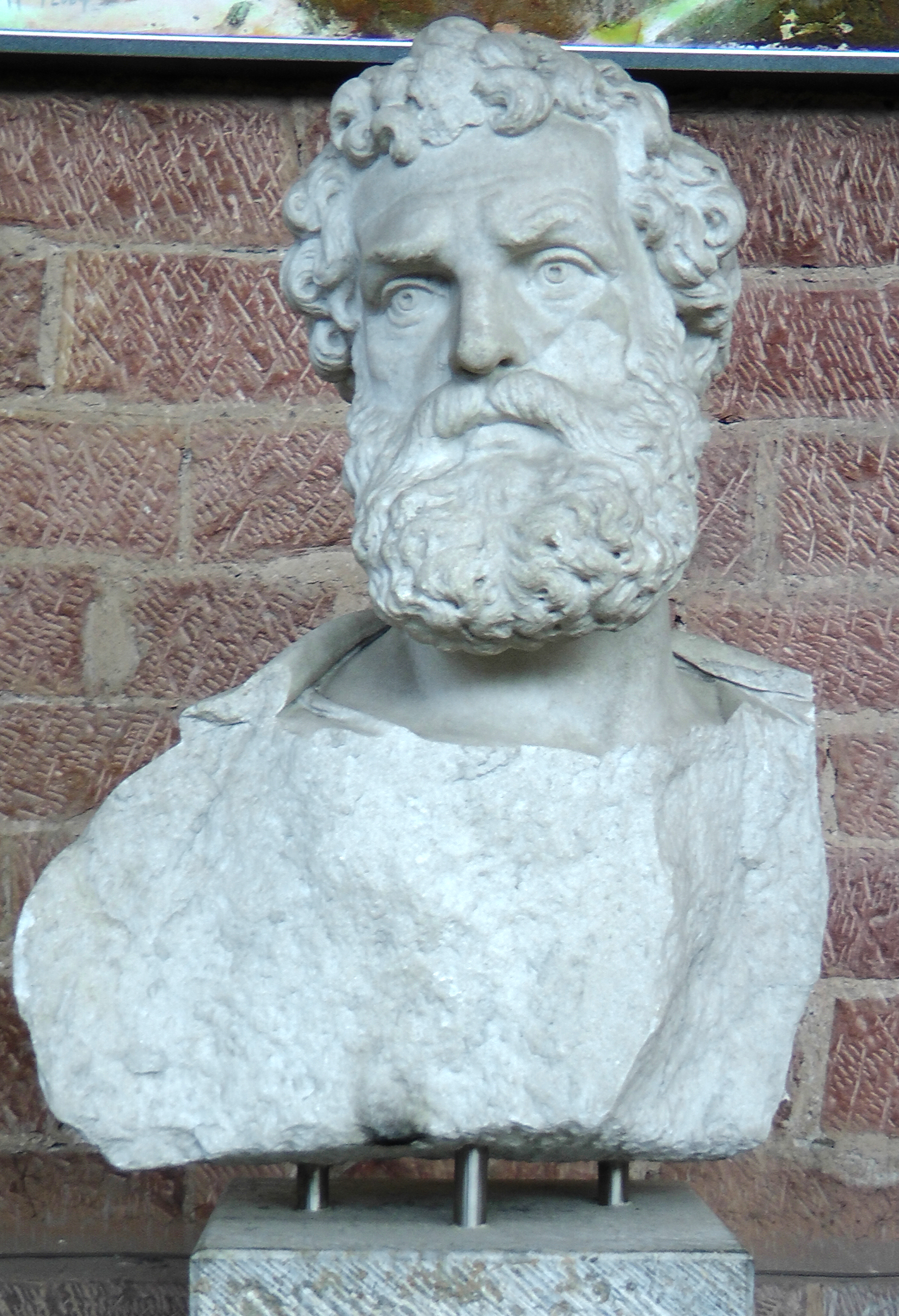
Markus
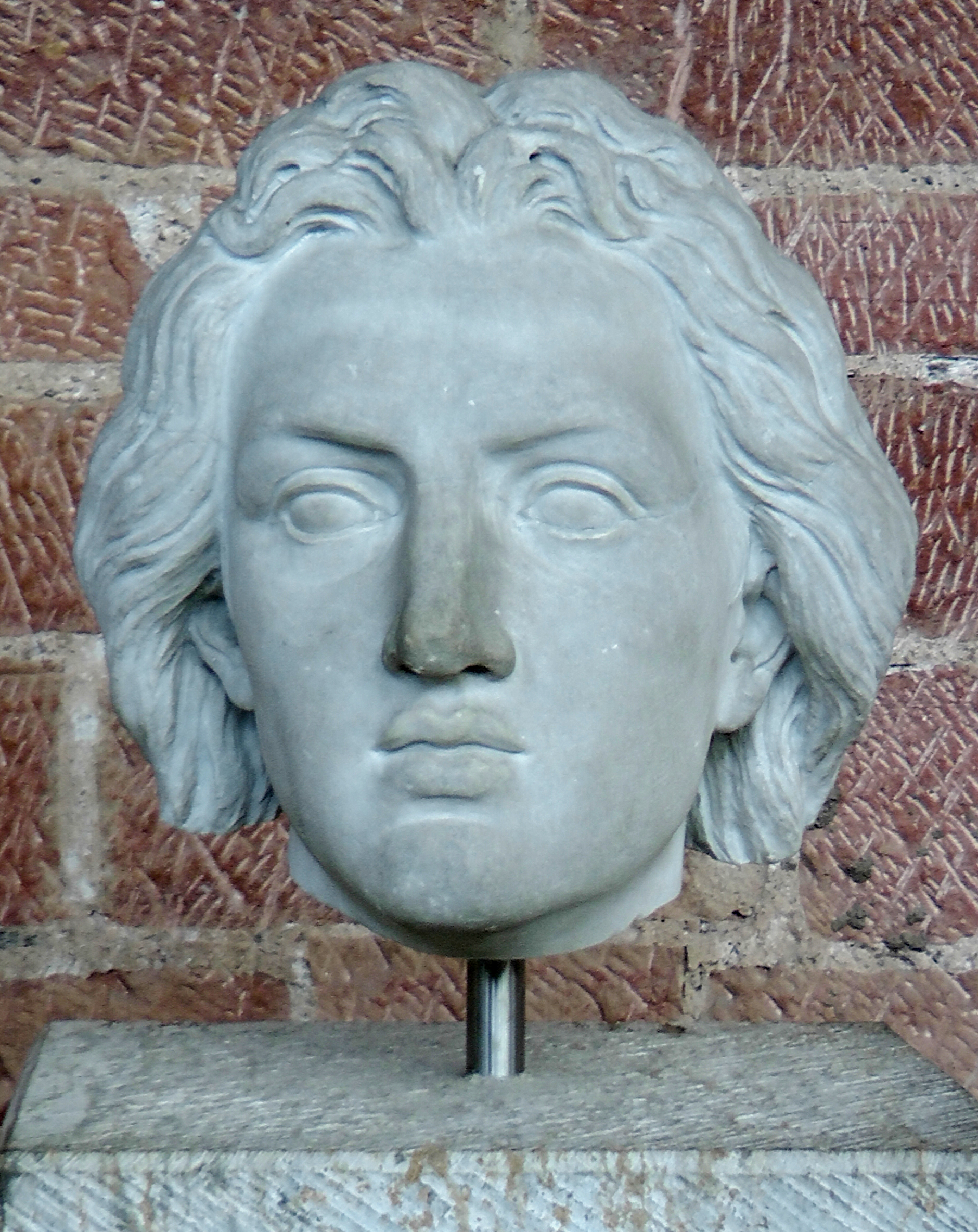
Johannes

### Zweiter Weltkrieg und Nachkriegszeit

#### Zerstörung durch einen amerikanischen Luftangriff

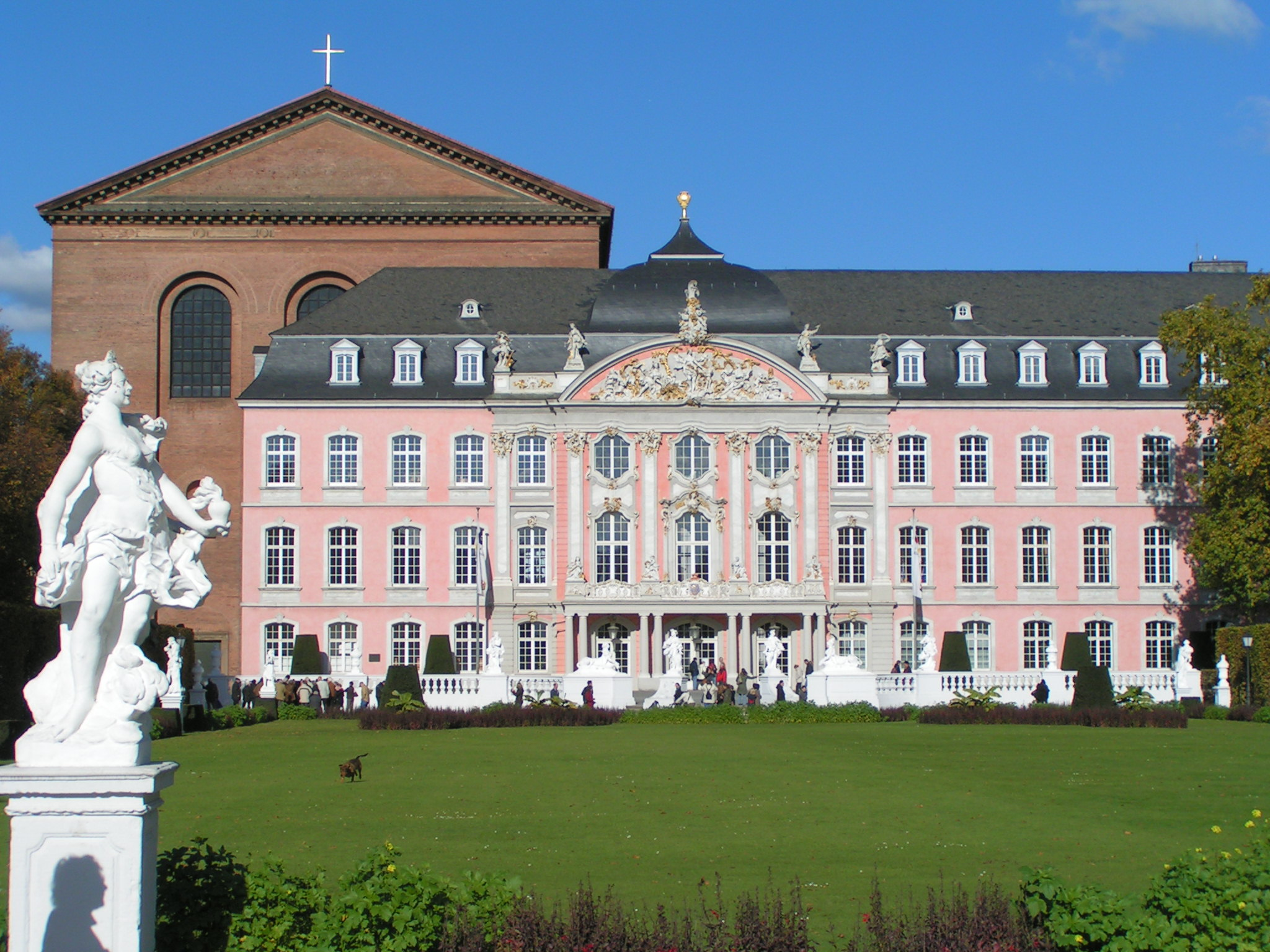
Basilika und Kurfürstliches Palais von Süden (2008)

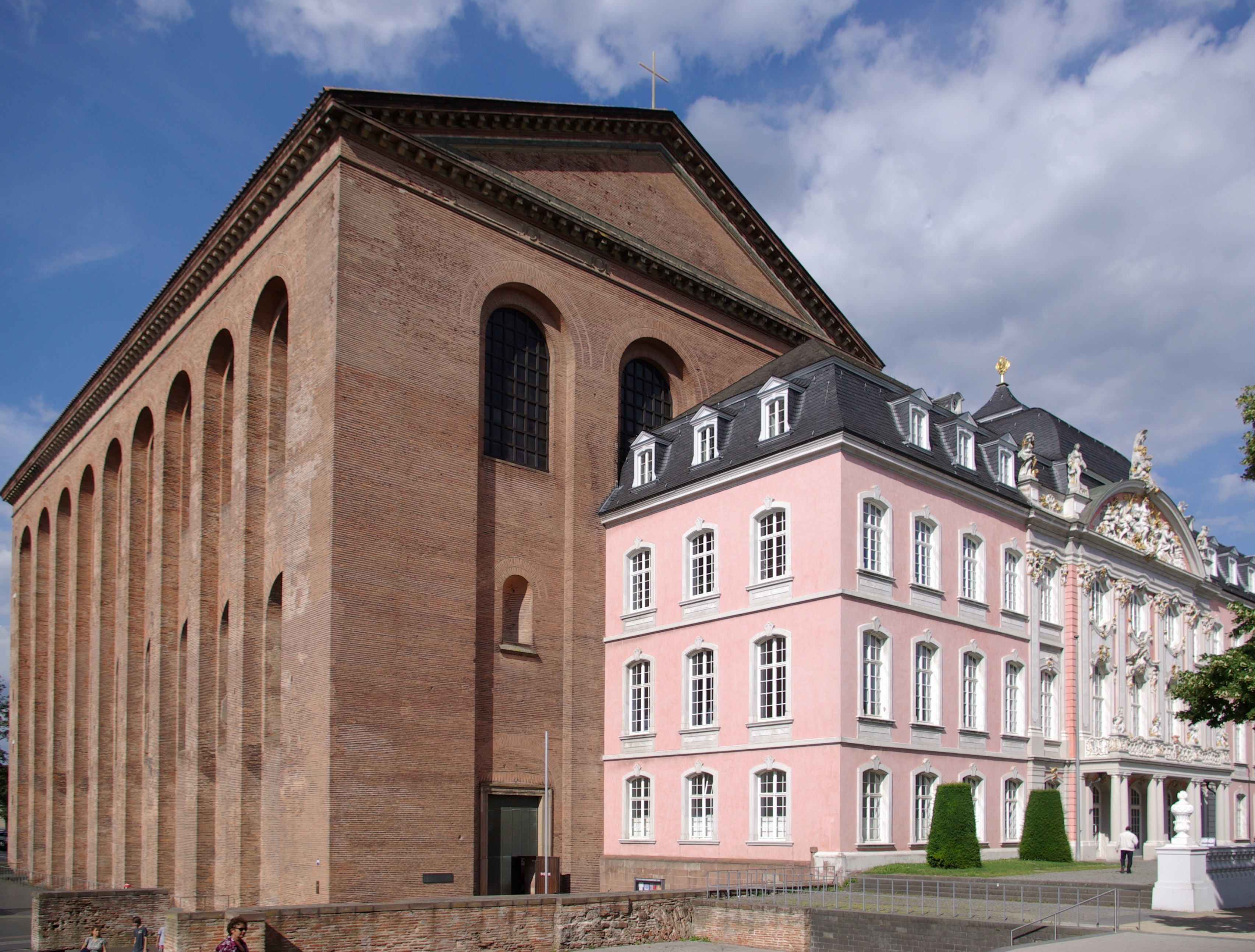
Basilika von Südwesten (2008)

Während des Zweiten Weltkriegs wurde die Basilika durch einen Luftangriff einer selbstständig zurückfliegenden Staffel der 92. Bombardment Group der United States Army Air Forces am 14. August 1944 zwischen 12:00 und 13:00 Uhr stark beschädigt und brannte dabei völlig aus. Die zehn B-17 Bomber waren auf dem Rückflug von Süddeutschland, hatten dort ihre Bomben nicht am Ziel abwerfen können und warfen deshalb auf dem Rückflug 11 000 Stabbrandbomben auf das historische Zentrum des Gelegenheitsziels Trier ab. Von diesen fielen etwa 100 Brandbomben auf die Basilika, wie sich später durch die aufgefundenen Bombenkörbe feststellen ließ. Löschversuche von etwa 50 Feuerlöschspritzen blieben erfolglos, da diese nicht einmal das Dach erreichten.
Nach Kriegsende zerstört waren das Dach, die Orgel, die Orgelempore, der größte Teil des Altars mit Ausnahme von zwei Marmorsäulen, Teile des Wandputzes und die meisten Fensterscheiben. Verbrannt ist auch das Archiv der Kirchengemeinde, das im vermeintlich sicheren Keller gelagert war. Erhalten blieben die Außenmauern, die steinernen Fenstereinteilungen, einige Fenster an der Ostseite mit originaler Verglasung und fast unbeschädigt die großen Marmorfiguren Gustav Kauperts und August Wittigs sowie die Ädikulä der Nischen. Da die Basilikaruine nicht mehr für Gottesdienste nutzbar war, hielt die Gemeinde bis zur Evakuierung von Trier im Dezember 1944 ihre Gottesdienste im Gemeindesaal des Hospizes in der Nordallee.

#### Enttrümmerung und zweiter Wiederaufbau

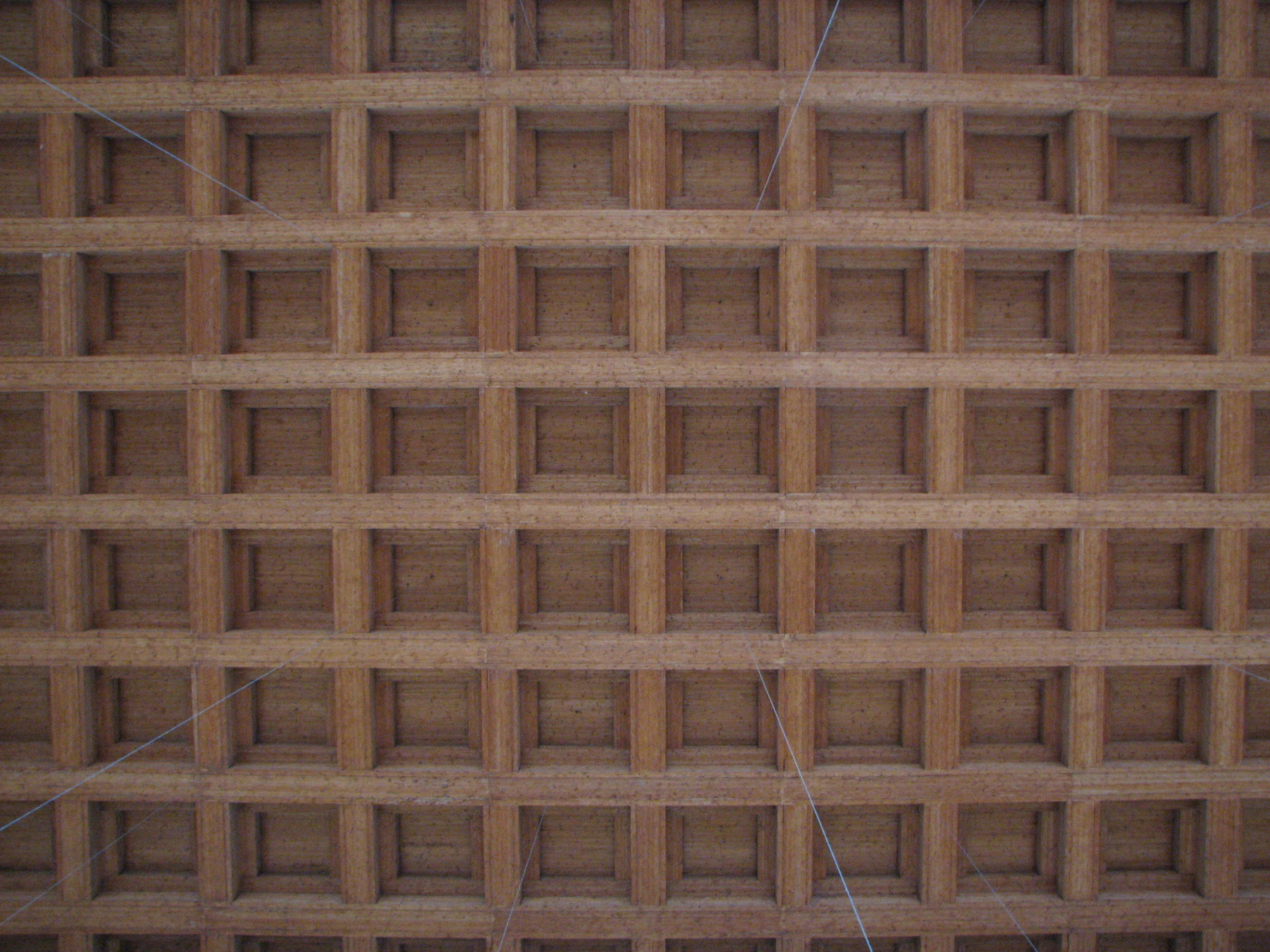
Die aus Fichtenholz bestehende Kassettendecke hängt an einer Spannbetonkonstruktion und nimmt in reduzierter Form die Anmutung antiker Holzdecken auf.

Nach dem Krieg feierte die Gemeinde ihre Gottesdienste zuerst in der Krankenhauskapelle des Evangelischen Krankenhauses in der Engelstraße, vom 4. Dezember 1949 bis Dezember 1956 in der Aula des Max-Planck Gymnasiums. Schon im Januar 1946 bildete die Gemeinde einen Ausschuss zum Wiederaufbau der Basilika, der vierzehntäglich tagte und von dem über 100 Sitzungen dokumentiert sind. Da die Basilika ursprünglich im Eigentum des Staates Preußen war und die evangelische Kirchengemeinde Trier nur die ewigen Nutzungsrechte hatte, war das Land Rheinland-Pfalz als Rechtsnachfolger für den Wiederaufbau und vor allem für dessen Finanzierung zuständig. Da ein Wiederaufbau der Basilika zuerst aus finanziellen Gründen völlig unrealistisch erschien, wurde 1949 der Einbau einer kleinen Kirche in die Ruine erwogen. Durch einen Ministerialerlass wurde dieser Plan vom Kultusministerium unterstützt, aber von der Baupolizei nicht genehmigt. Nachdem 1947 Enttrümmerungsmaßnahmen durchgeführt worden waren, wurde ab 1948 jeweils zu Pfingsten ein Gottesdienst in der Ruine gehalten. Die Diskussion „Notkirche ja oder nein“ wurde sehr intensiv geführt und erreichte 1951 ihren Höhepunkt. Der Beschluss, die Basilika als gesamtes Bauwerk wieder aufzubauen, erfolgte – auch vor dem Hintergrund der sich deutlich bessernden Wirtschaftslage – de facto in einer Sitzung der Trierer Bezirksregierung am 12. Februar 1953. In vier Haushaltsjahren brachte das Land Rheinland-Pfalz, unterstützt vom Bundesinnenministerium und der Stadt Trier, die notwendigen Mittel auf.
Bei dem folgenden, vom Architekten Heinrich Otto Vogel (Trier) konzipierten Wiederaufbau war das Ziel, die Basilika auch im Inneren mit der in den 1950er-Jahren auch bei Kirchenneubauten präferierten Rohbauromantik mit steinsichtigen Ziegelmauern wiedererstehen zu lassen. Dazu wurden alle Fenstereinteilungen entfernt, die Fenster etwas auf ihre ursprüngliche Größe verkleinert, die Reste der Stülerschen Ausstattung abgeschlagen und die überlebensgroßen Marmorfiguren weitgehend zerstört. Nur die Köpfe der Kaupertschen Figuren wurden gerettet. Die sieben Nischen verkleinerte man wieder auf die ursprüngliche römische Größe. Die Ädikulä wurden zerstört, obwohl auch beim römischen Bau solche vorhanden waren. Die Fenster wurden mit Eichenholzrahmen und rechteckigen Glasfeldern gefüllt. Die Kassettendecke aus Fichtenbohlen mit einer Tiefe von 0,9 Metern wurde an einer Spannbetonkonstruktion aufgehängt. Die wiederaufgebaute Basilika wurde am 9. Dezember 1956 durch Heinrich Held, den Präses der Evangelischen Kirche im Rheinland eingeweiht. Die Predigt hielt Pfarrer Karl Becker, der im Wiederaufbau seine Lebensaufgabe gesehen hatte. Die musikalische Gestaltung lag beim Leipziger Universitätschor unter Leitung von Friedrich Rabenschlag. Beim anschließenden Festakt im später abgerissenen Treviris-Saalbau hielten Bundespräsident Theodor Heuss, Ministerpräsident Peter Altmeier, der Trierer katholische Bischof Matthias Wehr und der Trierer Oberbürgermeister Heinrich Raskin die Ansprachen.
Zeitnah nach der Einweihung erfolgte die Vervollständigung der Ausstattung. Die Orgel mit 30 Registern fand ihren Platz im Chor und wurde 1962 vollendet. 1968 erfüllte sich auch der lang gehegte Wunsch der Kirchengemeinde nach einem Glockenturm: Als einziges Gebäude des im Zweiten Weltkrieg zerstörten Niederschlosses der Kurfürstlichen Residenz wurde der ursprünglich 1647 erbaute, so genannte Rote Turm wieder aufgebaut. In seinem Obergeschoss wurde ein sechsstimmiges Geläut installiert.
Nach der Einweihung der großen Orgel an der Südseite sahen sowohl das Land Rheinland-Pfalz, vertreten durch die Ministerpräsidentin Malu Dreyer, als auch die Kirchengemeinde den Wiederaufbau nach dem Zweiten Weltkrieg als abgeschlossen an.

#### Neugestaltung des Konstantinplatzes / Martin-Luther-Platzes

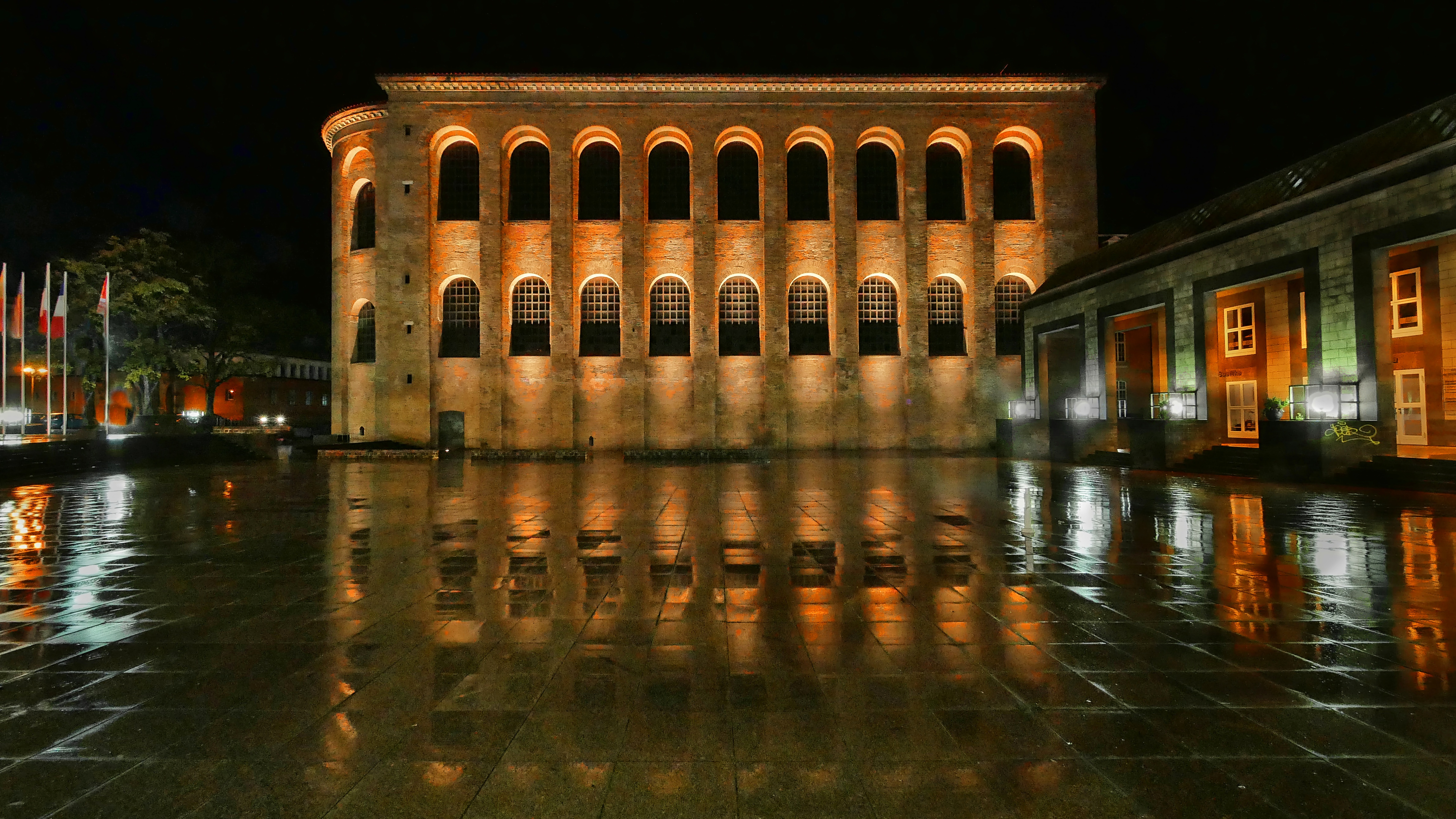
Konstantinplatz/Martin Luther-Platz mit der 2017 erneuerten Außenbeleuchtung

Der Konstantinplatz ist von der Trierer Innenstadt kommend der Vorplatz der Konstantinbasilika. Er wurde in der Nachkriegszeit als Busparkplatz genutzt. 1981 wurden im Vorfeld der Trierer Zweitausendjahrfeier vom Stadtplanungsamt die Architekten Max Bill und Gottfried Böhm und Oswald Mathias Ungers aufgefordert ein Gutachten für die Gestaltung des Platzes einzureichen. Ungers stellte sechs Entwürfe vor. Als ideale Lösung sah der Kölner Architekt einen quadratischen, leicht abgesenkten Platz vor, dessen nordöstlicher Quadrant dem Straßenverlauf folgt und zum Viertelkreis gerundet wird. Außerdem war ein Arkadenbau im Süden, ein Torgebäude über der Konstantinstraße, ein Bogen über dem Weberbach und ein Turm auf den Fundamenten der vor Jahrhunderten abgerissenen Laurentiuskirche vorgesehen.
Letztendlich wurde Ungers mit der Gestaltung des Platzes beauftragt, aber keiner seiner eingereichten Entwürfe, sondern nur ein Fragment der ursprünglichen Ideen realisiert. Auf dem abgesenkten Platz sind die Grundrisse längst abgegangener Gebäude wie der früheren Laurentiuskirche nachgezeichnet. Er wird heute von Touristen und auf Grund der verschiedenen Niveaus von der Trierer Skaterszene als Treff und als Trainingsgelände genutzt.
Zum Reformationsjubiläum wurde am 31. Oktober 2017 der direkt an der Konstantinbasilika liegende Teil des Konstantinplatzes in Martin Luther-Platz umbenannt und die Außenbeleuchtung durch Einbau von LED-Strahlern erneuert. Eine interaktive Installation im Innenraum bot die Möglichkeit, sich mit dem Leben und Wirken Luthers zu beschäftigen.

### Glocken
- Beschreibung der Glocken und Klangbeispiel auf glockenklaenge.de

### Links zur heutigen Nutzung
- Evangelische Kirchengemeinde
- Basilikamusik
- Der Trierer Bachchor

### Links zur Geschichte des Gebäudes
- Geschichte der Palastaula (Webarchiv)
- Rekonstruktionszeichnungen der römischen Palastaula (Webarchiv)
- Bilder der kriegszerstörten Palastaula
- Bild des kriegszerstörten Palastkomplexes (Webarchiv)